# Horatio Nelson
Horacio Nelson, I vizconde de Nelson, I duque de Bronte (Burnham Thorpe, Inglaterra, 29 de septiembre de 1758-Cabo de Trafalgar, 21 de octubre de 1805), fue un vicealmirante de la Marina Real británica, conocido por sus victorias durante las Guerras revolucionarias francesas y las Guerras napoleónicas, particularmente por su victoria en Trafalgar. Su liderazgo inspirador, su dominio de la estrategia y sus tácticas poco convencionales provocaron una serie de victorias navales británicas decisivas, particularmente durante las Guerras napoleónicas. Fue herido en combate, perdiendo la vista en un ojo en Córcega a los 35 años, y la mayor parte de un brazo en el fallido intento de conquistar Santa Cruz de Tenerife cuando tenía 40 años. Murió tras recibir un disparo en la Batalla de Trafalgar en 1805. En su vida privada fue conocido por su prolongado romance con Emma, Lady Hamilton, mientras ambos estaban casados. 
Nelson nació en una familia de Norfolk relativamente rica y se unió a la marina por influencia de su tío, Maurice Suckling, un oficial naval de alto rango. Nelson ascendió rápidamente de rango y sirvió con los principales comandantes navales de la época antes de obtener su propio mando a la edad de 20 años, en 1778. Desarrolló una reputación de valor personal y firme dominio de las tácticas, pero sufrió períodos de enfermedad y desempleo después del final de la Guerra de Independencia de los Estados Unidos. El estallido de las Guerras revolucionarias francesas permitió que Nelson regresara al servicio, donde estuvo particularmente activo en el Mediterráneo. Luchó en varios conflictos menores en Tolón y fue importante en la captura de Córcega y luego asumió deberes diplomáticos con los estados italianos. En 1797, sobresalió mientras estaba al mando del HMS Captain en la Batalla del Cabo San Vicente.
Poco después de esa batalla, Nelson participó en la Batalla de Santa Cruz de Tenerife, donde su ofensiva fracasó y resultó gravemente herido, perdiendo el brazo derecho, y se vio obligado a regresar a Inglaterra para recuperarse. Al año siguiente obtuvo una victoria decisiva sobre los franceses en la Batalla del Nilo, permaneciendo en el Mediterráneo para apoyar al Reino de Nápoles contra una invasión francesa. En 1801 fue enviado al Báltico y obtuvo otra victoria, esta vez sobre el neutral Reino de Dinamarca y Noruega en la batalla de Copenhague. Comandó el bloqueo de las flotas francesa y española en Tolón y, después de su fuga, las persiguió hasta las Indias Occidentales, teniendo que retirarse sin lograr entrar en combate. Después de un breve regreso a Inglaterra, se hizo cargo del bloqueo de Cádiz en 1805. El 21 de octubre de 1805, la flota franco-española salió del puerto y la flota de Nelson les atacó en la batalla de Trafalgar. La batalla se convirtió en una de las mayores victorias navales de Gran Bretaña, pero Nelson, a bordo del HMS Victory, fue herido de muerte por un tirador francés. Su cuerpo fue devuelto a Inglaterra, donde se le concedió un funeral de Estado.
La muerte de Nelson en Trafalgar aseguró su posición como una de las figuras más heroicas de Gran Bretaña. El significado de la victoria y su muerte durante la batalla llevó al dicho «Inglaterra espera que todo hombre cumplirá con su deber» (England expects that every man will do his duty), siendo citado, parafraseado y referenciado regularmente hasta la actualidad. Numerosos monumentos, incluida la Columna de Nelson en Trafalgar Square, Londres, y el Monumento a Nelson en Edimburgo, han hecho que su memoria y su legado sigan siendo muy influyentes.

## Primeros años
Horatio Nelson nació el 29 de septiembre de 1758 en una rectoría (parroquia anglicana) en Burnham Thorpe, Norfolk, Inglaterra, el sexto de once hijos del reverendo Edmund Nelson y su esposa Catherine Suckling (que murió en 1767), una familia educada aunque pobre. Fue nombrado «Horatio» en honor a su padrino Horatio Walpole, primer conde de Orford (1723–1809), primo hermano de su abuela materna Anne Turner (1691-1768). Horatio Walpole era el nieto más joven de Robert Walpole, primer conde de Orford, el primer primer ministro de facto de Gran Bretaña.
Nelson estudió en la Paston Grammar School, en North Walsham, hasta los 12 años, y también asistió al King Edward VI's Grammar School en Norwich. Su carrera naval comenzó el 1 de enero de 1771, cuando se presentó al HMS Raisonnable, de tercera clase, como marinero y timonel ordinario bajo las órdenes de su tío materno, el capitán Maurice Suckling, que comandaba el barco, y quien llegaría a ser interventor de la Armada británica. Poco después de presentarse a bordo, Nelson fue nombrado guardiamarina y comenzó el entrenamiento de oficiales. Al principio de su servicio, Nelson descubrió que sufría de mareo, una queja crónica que lo persiguió por el resto de su vida.

## Indias Occidentales, 1771-1780
El HMS Raisonnable había sido destinado en un periodo de tensión con España, pero cuando esto pasó, Suckling fue transferido al barco de guardia, HMS Triumph y Nelson fue enviado para servir a bordo del West Indiamen Mary Ann de la empresa naviera mercante de Hibbert, Purrier y Horton, para adquirir experiencia en el mar. Zarpó de Medway, Kent, el 25 de julio de 1771 hacia Jamaica y Tobago, regresando a Plymouth el 7 de julio de 1772.  Cruzó dos veces el Atlántico, antes de regresar para servir a las órdenes de su tío como comandante de la lancha de Suckling, que transportaba hombres y despachos hacia y desde la costa. Nelson se enteró entonces de una expedición planificada bajo el mando de Constantine Phipps, con la intención de inspeccionar un pasaje en el Ártico por el que se esperaba que se pudiera llegar a la India: el legendario Pasaje del Nordeste.
A petición de su sobrino, Suckling dispuso que Nelson se uniera a la expedición como timonel del comandante Lutwidge a bordo de la bombarda convertida, el HMS Carcass. La expedición llegó a diez grados del Polo Norte, pero, incapaz de encontrar un camino a través de los densos témpanos de hielo, se vio obligada a retroceder. Hacia 1800, Lutwidge comenzó a circular la historia de que mientras el barco había quedado atrapado en el hielo, Nelson había visto y perseguido a un oso polar, antes de recibir la orden de regresar al barco. La versión posterior de Lutwidge, en 1809, informó que Nelson y un compañero habían perseguido al oso, pero al ser interrogado por qué, respondió que "deseaba, señor, conseguirle la piel a mi padre".

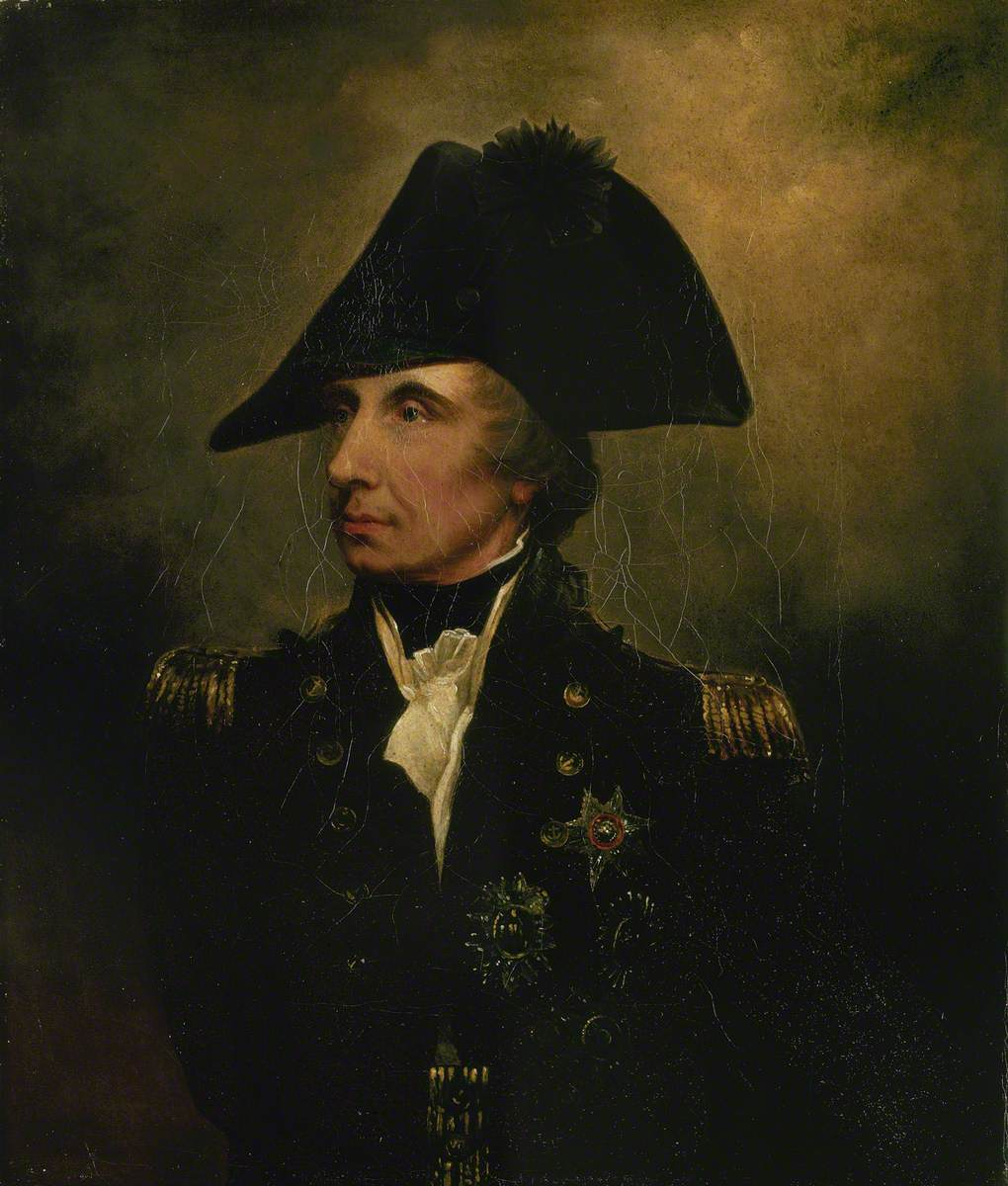
Retrato de Horatio Nelson. Arthur William Devis

Nelson regresó brevemente al Triumph después del retorno de la expedición a Gran Bretaña en septiembre de 1773. Luego, Suckling organizó su traslado al HMS Seahorse, uno de los dos barcos que estaban a punto de zarpar hacia las Indias Orientales.
Nelson zarpó hacia las Indias Orientales el 19 de noviembre de 1773 y llegó al puesto de avanzada británico de Madrás el 25 de mayo de 1774. Nelson y el Seahorse pasaron el resto del año navegando frente a la costa y escoltando a los mercantes. Con el estallido de la Primera guerra anglo-maratha, la flota británica operó en apoyo de la Compañía de las Indias Orientales y, a principios de 1775, el Seahorse fue enviado para llevar un cargamento del dinero de la compañía a Bombay. El 19 de febrero, dos de los queches de Hyder Ali atacaron el Seahorse, que les hizo retirarse tras un breve intercambio de disparos. Esta fue la primera experiencia de batalla de Nelson.
El resto del año lo pasó escoltando convoyes, durante el cual continuó desarrollando sus habilidades de navegación y manejo de barcos. A principios de 1776 Nelson contrajo malaria y enfermó gravemente. Fue enviado del Seahorse a Inglaterra el 14 de marzo y se puso a bordo del HMS Dolphin. Nelson pasó el viaje de seis meses recuperándose y casi se había recuperado cuando llegó a Gran Bretaña en septiembre de 1776. Su patrón, Suckling, había ascendido al puesto de contralor de la Marina en 1775 y utilizó su influencia para ayudar a Nelson a ganar más promoción. Nelson fue nombrado teniente interino a bordo del HMS Worcester, que estaba a punto de zarpar hacia Gibraltar.
El Worcester, bajo el mando del capitán Mark Robinson, zarpó como escolta de convoy el 3 de diciembre y regresó con otro convoy en abril de 1777. Nelson viajó luego a Londres para examinarse de teniente el 9 de abril; su tribunal de examen estaba formado por los capitanes John Campbell, Abraham North y su tío, Maurice Suckling. Nelson aprobó, y al día siguiente recibió su comisión y una cita para el HMS Lowestoffe, que se estaba preparando para zarpar a Jamaica bajo el mando del capitán William Locker. Zarpó el 16 de mayo, llegó el 19 de julio y, tras reabastecerse, realizó varios cruceros en aguas del Caribe. Después del estallido de la Guerra de Independencia de los Estados Unidos, el Lowestoffe capturó varias presas, una de las cuales fue llevada al servicio de la Marina como la goleta Little Lucy. Nelson la solicitó y se le dio el mando, y la llevó en dos cruceros por su cuenta.
Además de darle su primera prueba de dominio, le dio a Nelson la oportunidad de explorar su incipiente interés por la ciencia. Durante su primer crucero, Nelson dirigió un grupo expedicionario a las Islas Caicos, donde tomó notas detalladas de la vida silvestre y, en particular, de un pájaro, que ahora se cree que es el jacobino de cuello blanco. Locker, impresionado por las habilidades de Nelson, lo recomendó al nuevo comandante en jefe de Jamaica, Sir Peter Parker. Parker llevó debidamente a Nelson a su buque insignia, el HMS Bristol. La entrada de los franceses en la guerra, en apoyo de los estadounidenses, significó más objetivos para la flota de Parker y se llevó muchos premios monetarios hacia fines de 1778, lo que le dio a Nelson un premio estimado de 400 libras. Parker lo nombró capitán y comandante del bergantín HMS Badger el 8 de diciembre.
Nelson y el Badger pasaron la mayor parte de 1779 navegando frente a la costa centroamericana, llegando hasta los asentamientos británicos de las Honduras Británica (hoy Belice) y Nicaragua, pero sin mucho éxito en la interceptación de presas enemigas. A su regreso a Port Royal, se enteró de que Parker lo había ascendido a Post-captain el 11 de junio y tenía la intención de darle otro mando. Nelson entregó el Badger a Cuthbert Collingwood mientras esperaba la llegada de su nuevo barco, la fragata de 28 cañones HMS Hinchinbrook, recién capturada a los franceses. Mientras Nelson esperaba, llegó a Parker la noticia de que una flota francesa bajo el mando de Charles Hector d'Estaing se acercaba a Jamaica. Parker organizó apresuradamente sus defensas y puso a Nelson al mando de Fort Charles, que cubría los accesos a Kingston. En cambio, D'Estaing se dirigió al norte, y la invasión anticipada nunca se materializó. Nelson tomó debidamente el mando del Hinchinbrook el 1 de septiembre.
El Hinchinbrook zarpó de Port Royal el 5 de octubre de 1779 y, en compañía de otros barcos británicos, procedió a capturar una serie de barcos estadounidenses. A su regreso a Jamaica en diciembre, Nelson comenzó a estar preocupado por un ataque recurrente de malaria, pero permaneció en las Indias Occidentales para participar en el intento del general de división John Dalling de capturar las colonias españolas en América Central, incluido un asalto al Castillo de la Inmaculada Concepción, también llamado Castillo Viejo, sobre el río San Juan en Nicaragua.
El Hinchinbrook zarpó de Jamaica en febrero de 1780, como escolta de la fuerza de invasión de Dalling. Después de navegar por la desembocadura del río San Juan, Nelson, con unos mil hombres y cuatro pequeños cañones de cuatro libras, obtuvo la rendición de Castillo Viejo y los 160 defensores españoles tras un asedio de dos semanas. Los británicos volaron el fuerte cuando lo evacuaron seis meses después tras sufrir muchas muertes debido a enfermedades. Nelson fue elogiado por sus esfuerzos.
Parker llamó a Nelson y le dio el mando de la fragata de 44 cañones HMS Janus. Sin embargo, Nelson había caído gravemente enfermo en las selvas de Costa Rica, probablemente debido a la reaparición de la malaria, y no pudo asumir el mando. Durante su tiempo de convalecencia fue atendido por una "doctora" negra llamada Cubah Cornwallis, la amante de un compañero, capitán William Cornwallis. Fue dado de alta en agosto y regresó a Gran Bretaña a bordo del HMS Lion, llegando a finales de noviembre. Nelson se recuperó gradualmente durante varios meses y pronto comenzó a reclamar un comando. Fue nombrado miembro de la fragata HMS Albemarle el 15 de agosto de 1781.

## Comando, 1781-1796

### Capitán delAlbemarle
Nelson recibió órdenes el 23 de octubre de 1781 de llevar al mar el Albemarle recién reacondicionado. Se le ordenó que recogiera un convoy de entrada de la Compañía de Moscovia en Elsinor y lo escoltaron de regreso a Gran Bretaña. Para esta operación, el Almirantazgo puso bajo su mando las fragatas HMS Argo y HMS Enterprise. Nelson organizó con éxito el convoy y lo escoltó hasta aguas británicas. Luego dejó el convoy para regresar al puerto, pero las fuertes tormentas lo obstaculizaron. El vendaval casi destruye la Albemarle porque era un barco mal diseñado y un accidente anterior la había dejado dañada, pero Nelson finalmente la llevó a Portsmouth en febrero de 1782. Allí, el Almirantazgo le ordenó que preparara la Albemarle para el mar y se uniera a la escolta de un convoy que se reunía en Cork en Irlanda para navegar hacia Quebec en Canadá. Nelson llegó a Terranova con el convoy a fines de mayo y luego se embarcó en un crucero para cazar corsarios estadounidenses. Nelson generalmente no tuvo éxito; sólo logró recuperar varios barcos mercantes británicos capturados y capturar varios pequeños barcos de pesca y embarcaciones variadas.
En agosto de 1782, Nelson escapó por poco de una fuerza francesa muy superior bajo el mando de Louis-Philippe de Vaudreuil, y sólo los esquivó después de una persecución prolongada. Nelson llegó a Quebec el 18 de septiembre. Navegó de nuevo como parte de la escolta de un convoy a Nueva York. Llegó a mediados de noviembre e informó al almirante Samuel Hood, comandante de la estación de Nueva York. A petición de Nelson, Hood lo transfirió a su flota y la Albemarle navegó en compañía de Hood, con destino a las Indias Occidentales. A su llegada, la flota británica tomó posición frente a Jamaica para esperar la llegada de la fuerza de De Vaudreuil. Se ordenó a Nelson y la Albemarle que explorarán los numerosos pasajes en busca de indicios del enemigo, pero a principios de 1783 quedó claro que los franceses habían eludido a Hood.
Durante sus operaciones de exploración, Nelson había desarrollado un plan para atacar la guarnición francesa de las Islas Turcas. Al mando de una pequeña flotilla de fragatas y buques más pequeños, desembarcó una fuerza de 167 marineros e infantes de marina temprano en la mañana del 8 de marzo bajo un bombardeo de apoyo. Se descubrió que los franceses estaban muy atrincherados y, después de varias horas, Nelson suspendió el asalto. Varios de los oficiales involucrados criticaron a Nelson, pero Hood no pareció haberlo reprendido. Nelson pasó el resto de la guerra navegando por las Indias Occidentales, donde capturó varios barcos franceses y españoles. Después de que la noticia de la paz llegará a Hood, Nelson regresó a Gran Bretaña a fines de junio de 1783.

### Isla de Nieves y matrimonio
Nelson visitó Francia a fines de 1783, se quedó con conocidos en Saint-Omer e intentó brevemente aprender francés. Regresó a Inglaterra en enero de 1784 y asistió a la corte como parte del séquito de Lord Hood. Influido por la política de facciones de la época, contempló presentarse al Parlamento como partidario de William Pitt, pero no pudo conseguir un escaño.
En 1784, Nelson recibió el mando de la fragata HMS Boreas con la misión de hacer cumplir las Actas de Navegación en las cercanías de la isla Antigua. Las leyes fueron impopulares tanto entre los estadounidenses como en las colonias. Nelson sirvió en la estación bajo el mando del almirante Sir Richard Hughes, y a menudo entró en conflicto con su oficial superior por su diferente interpretación de las Actas. Los capitanes de los barcos estadounidenses que Nelson había incautado lo demandaron por incautación ilegal. Debido a que los comerciantes de la cercana isla de Nieves apoyaron el reclamo estadounidense, Nelson estaba en peligro de ser encarcelado; permaneció secuestrado en Boreas durante ocho meses, hasta que los tribunales fallaron a su favor.
Mientras tanto, Nelson conoció a Frances "Fanny" Nisbet, una joven viuda de una familia de plantaciones de Nieves. Nelson desarrolló un afecto por ella y su tío, John Herbert, le ofreció una enorme dote y tanto el tío como la sobrina ocultaron el hecho de que las famosas riquezas eran una ficción y que Fanny ya no era fértil debido a una infección en el útero. Una vez comprometido, Herbert no ofreció ni mucho menos el dinero que había prometido. Romper un compromiso era deshonroso, por lo que Nelson y Nisbet se casaron en Montpellier Estate en la isla de Nieves el 11 de marzo de 1787, poco antes del final de su período de servicio en el Caribe. El matrimonio se registró en la iglesia Fig Tree en la parroquia de San Juan en Nevis. Nelson regresó a Inglaterra en julio, seguido de Fanny más tarde.
Mientras Nelson estaba en el Caribe, desarrolló amistades con varios propietarios de plantaciones y llegó a creer que las economías de las islas dependían en gran medida del comercio de esclavos del Atlántico. Grindal (2016) dice que intentó usar su influencia para frustrar el movimiento abolicionista en Gran Bretaña. Uno de estos amigos era Simon Taylor, el adinerado propietario de una plantación de azúcar en Jamaica que empleaba esclavos, a cuya solicitud de intervenir en el debate público Nelson respondió en 1805 que "mientras tuviera lengua", "lanzaría mi voz contra la condenable y maldita (sic) doctrina de Wilberforce y sus hipócritas aliados ".
La carta fue publicada en 1807 por la facción anti abolicionista, unos dieciocho meses después de la muerte de Nelson y, por lo tanto, completamente descontextualizada, en un aparente intento de reforzar su causa. La redacción de la carta, tal como se publicó en 1807, parece bastante fuera de lugar para Nelson, cuyas muchas otras cartas sobrevivientes nunca expresan sentimientos racistas o a favor de la esclavitud. Muchas de las acciones de Nelson indican su posición sobre el tema de la esclavitud, en particular:
- Cualquier esclavo de las Indias Occidentales que escapara a un barco de la Armada (incluido el de Nelson) fue contratado, pagado y tratado de la misma manera que otros miembros de la tripulación. Al final de su servicio fueron despedidos como hombres libres. De hecho, el relieve de bronce en la base de la columna de Nelson muestra claramente al negro George Ryan de 23 años, con el mosquete disparando al francés junto al almirante moribundo.[51]
- En 1799 Nelson intervino para asegurar la liberación de 24 esclavos retenidos en galeras portuguesas frente a Palermo.[52][53]
- En 1802, cuando se propuso que los esclavos de las plantaciones antillanas fueran reemplazados por trabajadores chinos laboriosos y libres, Nelson apoyó la idea.[54]
- En 1805 Nelson rescató al general haitiano negro Joseph Chretien y su sirviente de los franceses. Preguntaron si podían servir con Nelson, y Nelson recomendó al Almirantazgo que se les pagara hasta que pudieran ser dados de alta y se les concediera el pasaje a Jamaica. La misión del general era acabar con la esclavitud, un hecho del que Nelson era muy consciente. El general y su criado fueron bien tratados y pagados.[55]
- La familia Nelson solía tener un sirviente negro libre llamado Price. Nelson dijo de él que era "un hombre tan bueno como los mejores que jamás hayan vivido" y le sugirió a Emma que invitara al anciano Price a vivir con ellos, aunque Price declinó la oferta.[56]

### Durante la paz
Nelson permaneció con el Boreas hasta que fue liquidado en noviembre de 1787. Luego, él y Fanny dividieron su tiempo entre Bath y Londres, visitando ocasionalmente a los parientes de Nelson en Norfolk. En 1788, se establecieron en la casa de la infancia de Nelson en Burnham Thorpe. Ahora en reserva con la mitad de la paga, intentó persuadir al Almirantazgo y otras figuras de alto rango que conocía, como Hood, para que le proporcionaran un mando. No tuvo éxito porque había muy pocos barcos en la marina en tiempos de paz y Hood no intercedió en su nombre.
Nelson pasó tiempo tratando de encontrar empleo para exmiembros de la tripulación, atendiendo asuntos familiares y engatusando a los contactos en la marina para un puesto. En 1792, el gobierno revolucionario francés anexó los Países Bajos austriacos (Bélgica moderna), que tradicionalmente habían permanecido como un estado tapón. El Almirantazgo llamó a Nelson al servicio y le dio el mando del HMS Agamemnon de 64 cañones en enero de 1793. El 1 de febrero, Francia declaró la guerra.

### Servicio en el mediterráneo
En mayo de 1793, Nelson zarpó como parte de una división bajo el mando del vicealmirante William Hotham, a la que se unió a finales de mes el resto de la flota de Lord Hood. La fuerza navegó inicialmente a Gibraltar y, con la intención de establecer la superioridad naval en el Mediterráneo, se dirigió a Toulon, fondeando en el puerto en julio. Toulon estaba en gran parte bajo el control de republicanos moderados y realistas, pero estaba amenazado por las fuerzas de la Convención Nacional, que marchaban sobre la ciudad. A falta de suministros y dudando de su capacidad para defenderse, las autoridades de la ciudad solicitaron que Hood lo tomara bajo su protección. Hood accedió de inmediato y envió a Nelson para que llevara despachos a Cerdeña y Nápoles solicitando refuerzos.
Después de entregar los despachos a Cerdeña, el Agamemnon llegó a Nápoles a principios de septiembre. Allí, Nelson se reunió con el rey Fernando IV de Nápoles, seguido por el embajador británico en el reino, William Hamilton. En algún momento durante las negociaciones de refuerzos, Nelson conoció a la nueva esposa de Hamilton, Emma Hamilton, la examante del sobrino de Hamilton, Charles Greville. Las negociaciones fueron un éxito, y a mediados de septiembre se reunieron 2000 hombres y varios barcos. Nelson se hizo a la mar en busca de una fragata francesa, pero al no poder atraparla, navegó hacia Livorno y luego hacia Córcega. Llegó a Toulon el 5 de octubre, donde descubrió que un gran ejército francés había ocupado las colinas que rodeaban la ciudad y la estaba bombardeando. Hood todavía esperaba que la ciudad pudiera mantenerse si llegaban más refuerzos, y envió a Nelson a unirse a un escuadrón que operaba frente a Cagliari.

### Córcega
Temprano en la mañana del 22 de octubre de 1793, el Agamemnon avistó cinco velas. Nelson se aproximó y descubrió que eran un escuadrón francés. Inmediatamente lo persiguió, disparando contra el Melpomene, de 40 cañones. Durante la acción del 22 de octubre de 1793 infligió daños considerables, pero los barcos franceses restantes se volvieron para unirse a la batalla y, al darse cuenta de que lo superaban en número, Nelson se retiró y continuó hacia Cagliari, llegando el 24 de octubre. Después de hacer reparaciones, Nelson y el Agamemnon zarparon de nuevo el 26 de octubre, con destino a Túnez con un escuadrón al mando del comodoro Robert Linzee.
A su llegada, Nelson recibió el mando de un pequeño escuadrón formado por el Agamemnon, tres fragatas y un balandro, y se le ordenó bloquear la guarnición francesa en Córcega. La caída de Toulon a finales de diciembre de 1793 dañó gravemente las fortunas británicas en el Mediterráneo. Hood no había hecho las provisiones adecuadas para una retirada y 18 navíos de línea franceses cayeron en manos republicanas. La misión de Nelson en Córcega adquirió un significado adicional, ya que podría proporcionar a los británicos una base naval cerca de la costa francesa. Hood, por lo tanto, reforzó a Nelson con barcos adicionales durante enero de 1794.
Una fuerza de asalto británica llegó a la isla el 7 de febrero, después de lo cual Nelson se movió para intensificar el bloqueo frente a Bastia. Durante el resto del mes llevó a cabo incursiones a lo largo de la costa e interceptó barcos enemigos. A finales de febrero, San Fiorenzo había caído y las tropas británicas al mando del teniente general David Dundas entraron en las afueras de Bastia. Sin embargo, Dundas simplemente evaluó las posiciones enemigas y luego se retiró, argumentando que los franceses estaban demasiado atrincherados para arriesgarse a un asalto. Nelson convenció a Hood de lo contrario, pero un prolongado debate entre el ejército y los comandantes navales significó que Nelson no recibió permiso para continuar hasta finales de marzo. Nelson comenzó a desembarcar cañones de sus barcos y a colocarlos en las colinas que rodean la ciudad. El 11 de abril, el escuadrón británico entró en el puerto y abrió fuego, mientras Nelson tomó el mando de las fuerzas terrestres y comenzó el bombardeo. Después de 45 días, el pueblo se rindió. Nelson se preparó para un asalto a Calvi, trabajando en compañía del teniente general Charles Stuart.
Las fuerzas británicas desembarcaron en Calvi el 19 de junio e inmediatamente comenzaron a mover cañones a tierra para ocupar las alturas que rodean la ciudad. Mientras Nelson dirigía un bombardeo continuo de las posiciones enemigas, los hombres de Stuart comenzaron a avanzar. El 12 de julio Nelson se encontraba en una de las baterías de avanzada a primera hora de la mañana cuando un disparo alcanzó uno de los sacos de arena que protegían la posición, salpicando piedras y arena. Nelson fue golpeado por escombros en su ojo derecho y se vio obligado a retirarse de la posición, aunque su herida pronto fue vendada y volvió a la acción. Para el 18 de julio, la mayoría de las posiciones enemigas habían sido desactivadas, y esa noche Stuart, apoyado por Nelson, asaltó la posición defensiva principal y la capturó. Reposicionando sus armas, los británicos sometieron a Calvi a un bombardeo constante y la ciudad se rindió el 10 de agosto. Nelson recuperó parcialmente la vista en su ojo derecho después del asedio, pero, de acuerdo con su testimonio, solo hasta el punto de distinguir la luz de la oscuridad.

### Génova y la batalla del Ça Ira

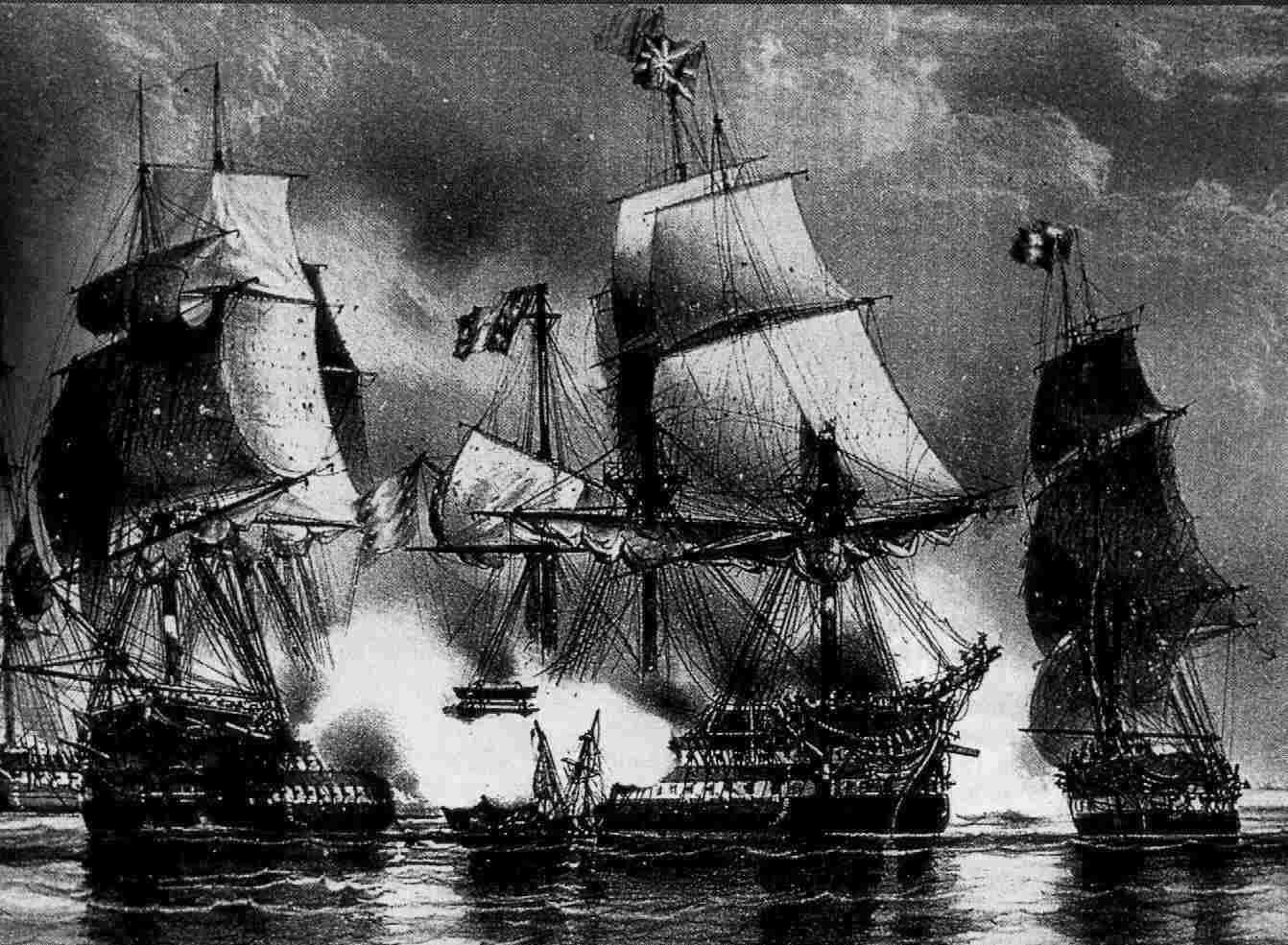
La batalla del Ça Ira

Después de la ocupación de Córcega, Hood ordenó a Nelson que abriera relaciones diplomáticas con la ciudad-estado de Génova, un aliado potencial de importancia estratégica. Poco después, Hood regresó a Inglaterra y fue sucedido por el almirante William Hotham como comandante en jefe en el Mediterráneo. Nelson llegó a Livorno y, mientras el Agamemnon se sometía a reparaciones, se reunió con otros oficiales navales en el puerto y mantuvo una breve relación con una mujer local, Adelaide Correglia. Hotham llegó con el resto de la flota en diciembre; Nelson y el Agamemnon navegaron con ellos en varios cruceros a finales de 1794 y principios de 1795.
El 8 de marzo, llegó a Hotham la noticia de que la flota francesa estaba en el mar y se dirigía a Córcega. Inmediatamente se dispuso a interceptarlos, y Nelson anticipó ansiosamente su primera acción de flota. Los franceses se mostraron reacios a enfrentarse y las dos flotas se siguieron durante todo el 12 de marzo. Al día siguiente, dos de los barcos franceses chocaron, lo que permitió a Nelson enfrentarse al Ça Ira, de tamaño mucho mayor y equipado con 84 cañones. Este enfrentamiento duró dos horas y media hasta que la llegada de dos barcos franceses obligó a Nelson a desviarse, habiendo infligido numerosas bajas y daños considerables.
Las flotas continuaron vigilándose mutuamente antes de volver a entrar en contacto, el 14 de marzo, en la Batalla de Génova. Nelson se unió a los otros barcos británicos para atacar al maltrecho Ça Ira, ahora remolcado por el Censeur. Muy dañados, los dos barcos franceses se vieron obligados a rendirse y Nelson tomó posesión del Censeur. Derrotados en el mar, los franceses abandonaron su plan de invadir Córcega y regresaron a puerto.

### Escaramuzas y retirada de Italia
Nelson y la flota permanecieron en el Mediterráneo durante el verano de 1795. El 4 de julio, el Agamemnon zarpó de San Fiorenzo con una pequeña fuerza de fragatas y balandras, con destino a Génova. El 6 de julio Nelson se topó con la flota francesa y se vio perseguido por varios barcos de línea mucho más grandes. Se retiró a San Fiorenzo, llegando justo antes que los franceses que lo perseguían, que se interrumpieron cuando los cañones de señales de Nelson alertaron a la flota británica en el puerto. Hotham persiguió a los franceses hasta las islas de Hyères, pero no logró llevarlos a una acción decisiva. Se libraron varios pequeños enfrentamientos pero, para consternación de Nelson, vio poca acción.
Nelson regresó para operar desde Génova, interceptando e inspeccionando los buques mercantes y cortando embarcaciones sospechosas tanto en puertos enemigos como neutrales. Nelson formuló planes ambiciosos para desembarcos anfibios y asaltos navales para frustrar el progreso de la armada francesa de Italia que ahora avanzaba sobre Génova, pero que podía despertar poco interés en Hotham. En noviembre, Hotham fue reemplazado por Sir Hyde Parker, pero la situación en Italia se estaba deteriorando rápidamente: los franceses atacaban Génova y el fuerte sentimiento jacobino reinaba dentro de la ciudad.
Un gran asalto francés a finales de noviembre rompió las líneas aliadas, obligando a una retirada general hacia Génova. Las fuerzas de Nelson pudieron cubrir al ejército que se retiraba e impedir que fueran rodeados, pero tenía muy pocos barcos y hombres para alterar materialmente la situación estratégica, y los británicos se vieron obligados a retirarse de los puertos italianos. Nelson regresó a Córcega el 30 de noviembre, enojado y deprimido por el fracaso británico y cuestionando su futuro en la marina.

### Jervis y la evacuación del Mediterráneo
En enero de 1796, el puesto de comandante en jefe de la flota en el Mediterráneo pasó a Sir John Jervis, quien nombró a Nelson para que ejerciera el mando independiente sobre los barcos que bloqueaban la costa francesa en calidad de comodoro. Nelson pasó la primera mitad del año realizando operaciones para frustrar los avances franceses y reforzar a los aliados italianos de Gran Bretaña. A pesar de algunos éxitos menores en la interceptación de pequeños buques de guerra franceses (por ejemplo, en la acción del 31 de mayo de 1796, cuando el escuadrón de Nelson capturó un convoy de siete pequeños buques), Nelson comenzó a sentir que la presencia británica en la península italiana se estaba volviendo rápidamente inútil. En junio, el Agamemnon fue enviado de regreso a Gran Bretaña para su reparación, y Nelson fue nombrado capitán del HMS Captain, de 74 cañones.
En el mismo mes, los franceses se lanzaron hacia Livorno y estaban seguros de capturar la ciudad. Nelson se apresuró a supervisar la evacuación de los ciudadanos británicos y los transportó a Córcega, después de lo cual Jervis le ordenó bloquear el puerto francés recién capturado. En julio supervisó la ocupación de la isla de Elba, pero en septiembre los genoveses habían roto su neutralidad para declararse a favor de los franceses. En octubre, la posición genovesa y los continuos avances franceses llevaron a los británicos a decidir que la flota mediterránea ya no podía abastecerse; ordenaron su evacuación a Gibraltar. Nelson ayudó a supervisar la retirada de Córcega, y en diciembre de 1796 estaba a bordo de la fragata Minerve, cubriendo la evacuación de la guarnición de Elba. Luego navegó hacia Gibraltar.
Durante la travesía, Nelson capturó la fragata española Santa Sabina y puso a los tenientes Jonathan Culverhouse y Thomas Hardy a cargo de la embarcación capturada, llevando al capitán español a bordo del Minerve. La Santa Sabina formaba parte de una fuerza española más numerosa, y a la mañana siguiente se avistaron dos barcos de línea españoles y una fragata acercándose rápidamente. Incapaz de dejarlos atrás, Nelson inicialmente decidió luchar, pero Culverhouse y Hardy alzaron los colores británicos y navegaron hacia el noreste, arrastrando a los barcos españoles tras ellos hasta ser capturados, dándole a Nelson la oportunidad de escapar. Nelson se reunió con la flota británica en Elba, donde pasó la Navidad. Zarpó hacia Gibraltar a finales de enero, y después de enterarse de que la flota española había zarpado de Cartagena, se detuvo el tiempo suficiente para recoger a Hardy, Culverhouse y el resto de la tripulación capturada con la Santa Sabina, antes de seguir adelante a través del estrecho para unirse a Sir John Jervis frente a Cádiz.

## Almirante, 1797-1801

### Batalla del Cabo San Vicente
Nelson se unió a la flota de Jervis frente al cabo de San Vicente e informó de los movimientos españoles. Jervis decidió dar batalla y las dos flotas se encontraron el 14 de febrero de 1797. Nelson se encontró en la retaguardia de la línea británica y se dio cuenta de que pasaría mucho tiempo antes de que pudiera poner al Captain en acción. En lugar de permanecer siguiendo la línea, Nelson desobedeció las órdenes y vistió un barco, rompiendo la línea y dirigiéndose para enfrentarse a la vanguardia española, que consistía en el San Josef, de 112 cañones; el San Nicolás, de 80 cañones; y el Santísima Trinidad, de 130 cañones. El capitán enfrentó a los tres, asistido por el HMS Culloden, que había acudido en ayuda de Nelson.
Después de una hora de intercambiar andanadas que dejaron tanto al Captain como al Culloden gravemente dañados, Nelson se encontró junto al San Nicolás. Lideró un grupo de abordaje al otro lado, gritando "¡Abadía de Westminster o gloriosa victoria!" y la obligó a rendirse. el San Josef intentó acudir en ayuda del San Nicolás, pero se enredó con su compatriota y se quedó inmóvil. Nelson condujo a su grupo desde la cubierta del San Nicolás al San Josef y también la capturó. Al caer la noche, la flota española se separó y zarpó hacia Cádiz. Cuatro barcos se habían rendido a los británicos y dos de ellos eran de Nelson.
Nelson salió victorioso, pero había desobedecido órdenes directas. A Jervis le agradaba Nelson y por eso no lo reprendió oficialmente, pero no mencionó las acciones de Nelson en su informe oficial de la batalla. Escribió una carta privada al primer lord del Almirantazgo, George Spencer, en la que decía que Nelson "contribuyó mucho a la fortuna del día". Nelson también escribió varias cartas sobre su victoria, informando que su acción estaba siendo referida entre la flota como "Puente de Patentes de Nelson para abordar los primeros tipos".
El relato de Nelson fue cuestionado más tarde por el contraalmirante William Parker, que había estado a bordo del HMS Prince George. Parker afirmó que Nelson había recibido el apoyo de varios barcos más de los que él reconocía, y que el San Josef ya había arriado la bandera cuando Nelson lo abordó. El relato de Nelson sobre su papel prevaleció, y la victoria fue bien recibida en Gran Bretaña: Jervis fue nombrado conde de San Vicente y Nelson, el 17 de mayo fue nombrado Caballero del Baño. El 20 de febrero, en un ascenso estándar de acuerdo a su antigüedad y ajeno a la batalla, fue ascendido a Contraalmirante de la Azul.

### Acción en Cádiz
Nelson recibió el HMS Theseus como su buque insignia, y el 27 de mayo de 1797 se le ordenó que descansara frente a Cádiz, monitoreando la flota española y esperando la llegada de los barcos del tesoro españoles de las colonias americanas. Llevó a cabo un bombardeo y dirigió personalmente un asalto anfibio el 3 de julio. Durante la acción, la barcaza de Nelson chocó con la del comandante español, y se produjo una lucha cuerpo a cuerpo entre las dos tripulaciones. Dos veces Nelson estuvo a punto de morir y en ambas ocasiones su vida fue salvada por un marinero llamado John Sykes que recibió los golpes y resultó gravemente herido. La fuerza de asalto británica capturó el barco español y lo remolcó de regreso al Theseus. Durante este período, Nelson desarrolló un plan para capturar Santa Cruz de Tenerife, con el objetivo de apoderarse de una gran cantidad de especies del barco tesoro Príncipe de Asturias, que se informó que había llegado recientemente.

### Batalla de Santa Cruz de Tenerife
El plan de batalla requería una combinación de bombardeos navales y un desembarco anfibio. El intento inicial fue cancelado luego de que corrientes adversas obstaculizaron el asalto y se perdió el elemento sorpresa. Nelson ordenó inmediatamente otro asalto, pero éste fue rechazado. Se preparó para un tercer intento, que tendría lugar durante la noche. Aunque él personalmente dirigió uno de los batallones, la operación terminó en un fracaso: los españoles estaban mejor preparados de lo esperado y habían asegurado fuertes posiciones defensivas.
Varios de los barcos no lograron aterrizar en las posiciones correctas en medio de la confusión, mientras que los que lo hicieron fueron barridos por disparos y metralla. El bote de Nelson alcanzó su punto de aterrizaje previsto, pero cuando llegó a tierra fue golpeado en el brazo derecho por una bala de mosquete, que le fracturó el húmero en varios lugares. Lo llevaron remando de regreso al Theseus para ser atendido por el cirujano Thomas Eshelby. Al llegar a su barco, se negó a que lo ayudaran a subir y declaró: «¡Déjame solo! Aún me quedan las piernas y un brazo. Dile al cirujano que se apresure a buscar sus instrumentos. Sé que debo perder mi brazo derecho, y cuanto antes me lo quiten, mejor».
Le amputaron la mayor parte del brazo derecho, y al cabo de media hora Nelson había vuelto a dar órdenes a sus capitanes. Años más tarde se excusaría ante el comodoro John Thomas Duckworth por no escribir cartas más largas debido a que no era zurdo por naturaleza. Más tarde desarrolló la sensación de miembro fantasma en su brazo perdido y declaró que había «encontrado la evidencia directa de la existencia del alma».
Mientras tanto, una fuerza al mando de Sir Thomas Troubridge se había abierto camino hasta la plaza principal, pero no podía ir más lejos. Al no poder regresar a la flota porque sus barcos habían sido hundidos, Troubridge se vio obligado a entablar negociaciones con el comandante español y se permitió a los británicos retirarse. La expedición no había logrado ninguno de sus objetivos y había dejado una cuarta parte de la fuerza de desembarco muerta o herida.
El escuadrón permaneció frente a Tenerife durante tres días más y el 16 de agosto se había reincorporado a la flota de Jervis frente a Cádiz. Desanimado, Nelson escribió a Jervis: "Un almirante zurdo nunca más será considerado útil, por lo tanto, cuanto antes llegue a una casa de campo muy humilde, mejor y dejaré lugar para un hombre mejor para servir al estado".
Regresó a Inglaterra a bordo del HMS Seahorse y llegó a Spithead el 1 de septiembre. Fue recibido con una bienvenida de héroe: el público británico había enaltecido a Nelson después del cabo de San Vicente y su herida le ganó simpatía. Se negaron a atribuirle la derrota en Tenerife, prefiriendo en cambio culpar a la mala planificación por parte de San Vicente, el Secretario de Guerra o incluso William Pitt.

### Regreso a Inglaterra
Nelson regresó a Bath con Fanny, antes de mudarse a Londres en octubre para buscar atención médica experta en relación con su brazo amputado. Mientras estaba en Londres, le llegó la noticia de que el almirante Duncan había derrotado a la flota holandesa en la batalla de Camperdown. Nelson exclamó que habría dado el otro brazo para estar presente. Pasó los últimos meses de 1797 recuperándose en Londres, durante el cual se le concedió la Libertad de la Ciudad de Londres y una pensión anual de 1000 libras esterlinas (equivalentes a 110200 libras en la actualidad). Usó el dinero para comprar Round Wood Farm cerca de Ipswich, y tenía la intención de retirarse allí con Fanny. A pesar de sus planes, Nelson nunca viviría allí.
Aunque los cirujanos no pudieron quitar la central de su brazo amputado, que había causado una inflamación e infección considerables, a principios de diciembre salió por sí sola y Nelson comenzó a recuperarse rápidamente. Ansioso por volver al mar, comenzó a agitar para obtener un comando y le prometieron el HMS Foudroyant de 80 cañones. Como la embarcación todavía no estaba lista para el mar, Nelson recibió el mando del HMS Vanguard de 74 cañones, al que nombró a Edward Berry como su capitán de bandera.
Las actividades francesas en el teatro mediterráneo estaban suscitando preocupación entre el Almirantazgo: Napoleón estaba reuniendo fuerzas en el sur de Francia, pero se desconocía el destino de su ejército. Nelson y el Vanguard iban a ser enviados a Cádiz para reforzar la flota. El 28 de marzo de 1798, Nelson izó su bandera y zarpó para unirse al vizconde St Vincent. San Vicente lo envió a Toulon con una pequeña fuerza para reconocer las actividades francesas.

## El Mediterráneo

### Persecución de los franceses
Nelson atravesó el estrecho de Gibraltar y tomó posición frente a Toulon el 17 de mayo, pero su escuadrón fue dispersado y arrastrado hacia el sur por un fuerte vendaval que azotó la zona el 20 de mayo. Mientras los británicos luchaban contra la tormenta, Napoleón había navegado con su flota de invasión al mando del vicealmirante François-Paul Brueys d'Aigalliers. Nelson, que había sido reforzado con varios barcos de San Vicente, salió en su persecución. Comenzó a buscar en la costa italiana la flota de Napoleón, pero se vio obstaculizado por la falta de fragatas que pudieran operar como exploradores rápidos. Napoleón ya había llegado a Malta y, tras una demostración de fuerza, consiguió la rendición de la isla. Nelson lo siguió hasta allí, pero los franceses ya se habían ido. Después de una conferencia con sus capitanes, decidió que Egipto era el destino más probable de Napoleón y se dirigió a Alejandría. Sin embargo, a su llegada el 28 de junio, no encontró ni rastro de los franceses; consternado, se retiró y comenzó a buscar al este del puerto. Mientras estuvo ausente, la flota de Napoleón llegó el 1 de julio y desembarcó sus fuerzas sin oposición. Luego, Brueys ancló su flota en la bahía de Aboukir, listo para apoyar a Napoleón si fuera necesario.
Mientras tanto, Nelson había vuelto a cruzar el Mediterráneo en un intento infructuoso de localizar a los franceses y había regresado a Nápoles para reabastecerse. Navegó de nuevo, con la intención de buscar en los mares frente a Chipre, pero decidió pasar de nuevo por Alejandría para una última comprobación. Al hacerlo, su fuerza capturó un barco mercante francés, que proporcionó las primeras noticias de la flota francesa: habían pasado al sureste de Creta un mes antes, rumbo a Alejandría. Nelson se apresuró a llegar al puerto, pero nuevamente no encontró ninguna presencia francesa. Buscando a lo largo de la costa, finalmente descubrió la flota francesa en la bahía de Aboukir el 1 de agosto de 1798.

### Batalla del Nilo

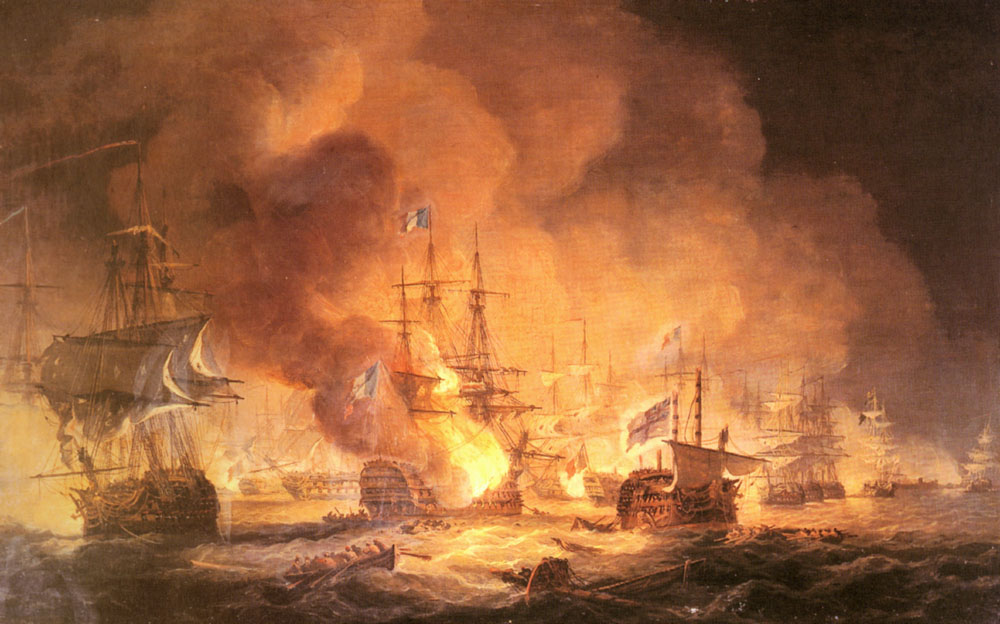
Batalla del Nilo, 1 de agosto de 1798 a las 10 p. m., cuadro de Thomas Luny, 1834

Nelson se preparó de inmediato para la batalla, repitiendo un sentimiento que había expresado en la batalla de Cabo San Vicente de que «Mañana antes de esta hora, habré ganado un título nobiliario o la Abadía de Westminster».

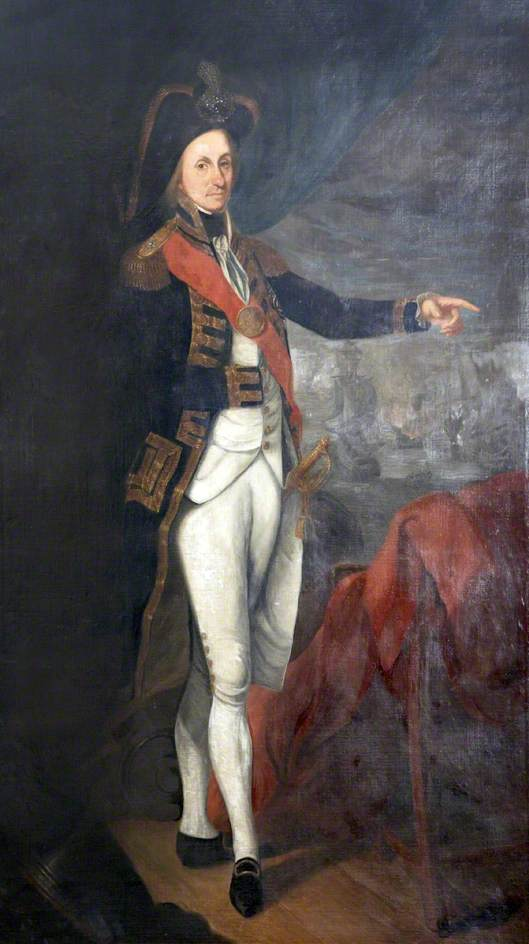
Retrato de Nelson tras la batalla del Nilo, pintado por Leonardo Guzzardi para el Antiguo Almirantazgo.

Ya era tarde cuando los británicos llegaron y los franceses, anclados en una posición fuerte con una potencia de fuego combinada mayor que la de la flota de Nelson, no esperaban que atacaran. Sin embargo, Nelson ordenó inmediatamente a sus barcos que avanzaran. La línea francesa estaba anclada cerca de una línea de bajíos, en la creencia de que esto protegería su babor del ataque; Brueys había asumido que los británicos seguirían la convención y atacaron su centro desde el lado de estribor. Sin embargo, el capitán Thomas Foley a bordo del HMS Goliath descubrió una brecha entre los bajíos y los barcos franceses y llevó a Goliath al canal. Los franceses desprevenidos se vieron atacados por ambos lados, la flota británica se dividió, algunos siguieron a Foley y otros pasaron por el lado de estribor de la línea francesa.
La flota británica pronto estuvo fuertemente comprometida, pasando por la línea francesa y atacando sus barcos uno por uno. Nelson en Vanguard se enfrentó personalmente al HMS Spartiate, también bajo el fuego del navío de línea Aquilon. Aproximadamente a las ocho en punto, estaba con Edward Berry en el alcázar cuando un disparo francés le dio en la frente. Cayó a cubierta, un trozo de piel desgarrada oscureció su ojo bueno. Cegado y medio aturdido, se sintió seguro de que iba a morir y gritó: «Estoy muerto. Recuérdame a mi esposa». Lo llevaron abajo para que lo viera el cirujano. Después de examinar a Nelson, el cirujano declaró que la herida no era amenazante y le aplicó un vendaje temporal.
La fragata francesa, golpeada por el fuego británico desde ambos lados, había comenzado a rendirse, y los barcos británicos victoriosos continuaron avanzando por la línea, llevando el buque insignia Orient de 118 cañones de Brueys bajo un intenso fuego constante. El Orient se incendió bajo este bombardeo y luego explotó. Nelson subió brevemente a cubierta para dirigir la batalla, pero regresó con el cirujano después de ver la destrucción del Orient.
La batalla del Nilo fue un duro golpe para las ambiciones de Napoleón en el este. La flota había sido destruida: Orient, otro barco y dos fragatas habían sido quemados, siete barcos de 74 cañones y dos barcos de 80 cañones habían sido capturados, y sólo dos barcos de línea y dos fragatas escaparon. Las fuerzas que Napoleón había llevado a Egipto quedaron varadas. Napoleón atacó al norte a lo largo de la costa mediterránea, pero los defensores turcos apoyados por el capitán William Sidney Smith derrotaron a su ejército en el asedio de Acre. Napoleón luego dejó su ejército y navegó de regreso a Francia, evadiendo la detección de los barcos británicos. Dada su importancia estratégica, algunos historiadores, como Ernle Bradford, consideran el logro de Nelson en el Nilo como el más significativo de su carrera, incluso mayor que el de Trafalgar siete años después.

### Recompensas

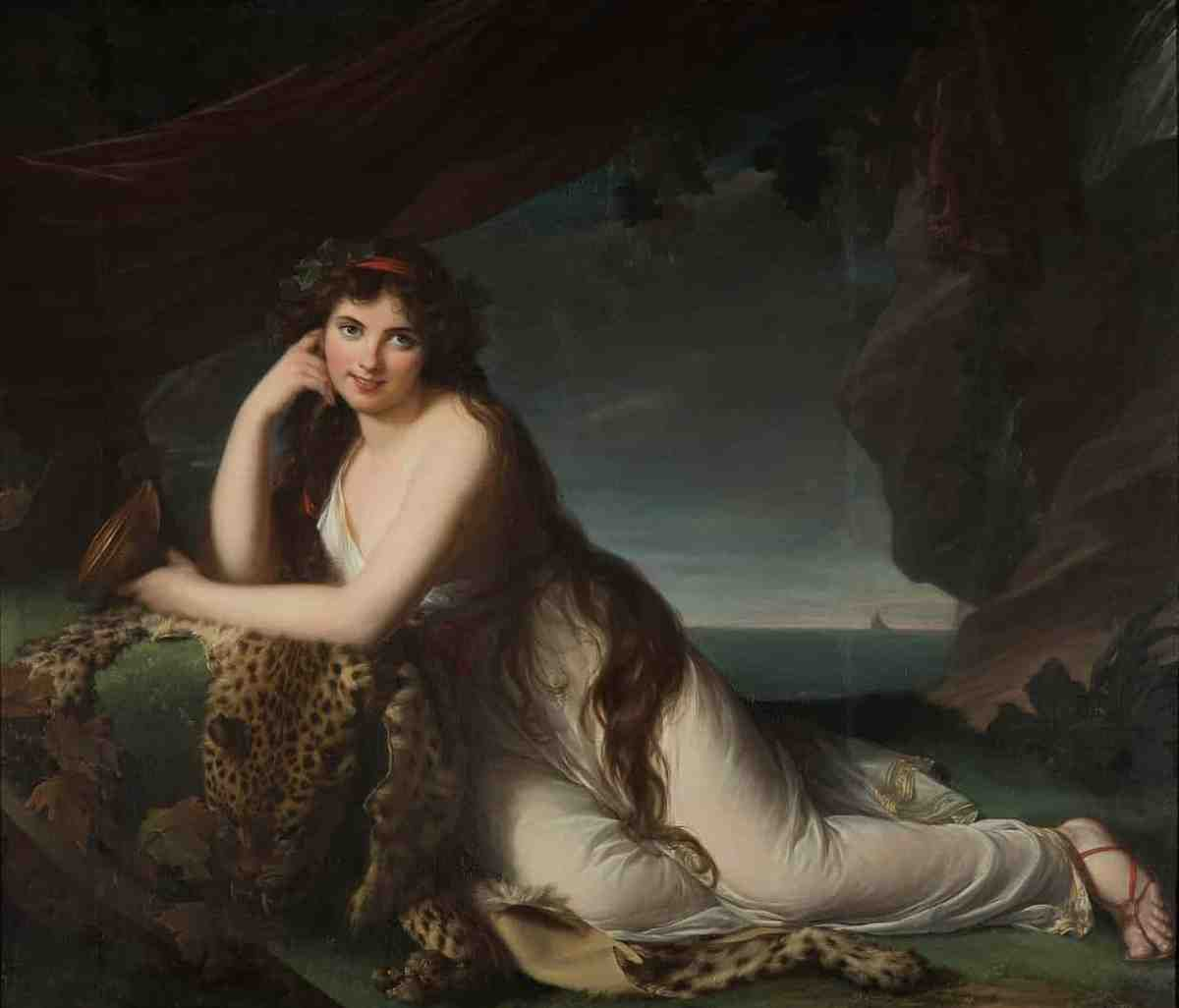
Lady Hamilton representada como una bacante o bien como Ariadna, obra de Élisabeth Louise Vigée Le Brun, c. 1790. Nelson adquirió este cuadro, que permaneció colgado sobre su cama el resto de su vida.

Nelson escribió despachos al Almirantazgo y supervisó las reparaciones temporales del Vanguard, antes de navegar a Nápoles, donde fue recibido con celebraciones entusiastas. El rey Fernando IV de Nápoles, en compañía de los Hamilton, lo recibió en persona cuando llegó al puerto y William Hamilton invitó a Nelson a quedarse en su casa. Las celebraciones se llevaron a cabo en honor al cumpleaños de Nelson en septiembre de 1798, y asistió a un banquete en casa de los Hamilton, donde otros oficiales habían comenzado a notar su atención hacia Emma.
El propio Jervis había comenzado a preocuparse por los informes sobre el comportamiento de Nelson, pero a principios de octubre, la noticia de la victoria de Nelson había llegado a Londres, eclipsando el asunto. El primer lord del Almirantazgo, el conde George Spencer, se desmayó al enterarse de la noticia. Estallaron escenas de celebración en todo el país, se llevaron a cabo bailes y banquetes de victoria y se tocaron las campanas de las iglesias. La ciudad de Londres otorgó espadas a Nelson y sus capitanes, mientras que el rey ordenó que se les obsequiaran medallas especiales. El zar Pablo I de Rusia envió un regalo a Nelson, y el sultán Selim III del Imperio otomano le otorgó la Orden de la Luna Creciente, así como el chelengk de diamantes de su propio turbante, por su papel en la restauración del dominio otomano en Egipto.
Samuel Hood, después de una conversación con el primer ministro, le dijo a Fanny que Nelson probablemente recibiría un vizcondado, similar al condado de Jervis tras la batalla del Cabo de San Vicente y el vizcondado de Duncan tras la batalla de Camperdown. Sin embargo, Earl Spencer objetó, argumentando que como Nelson solo había sido destacado al mando de un escuadrón, en lugar de ser el comandante en jefe de la flota, tal premio crearía un precedente no deseado. En cambio, Nelson recibió el título de Barón Nelson del Nilo.

### Campaña napolitana
Nelson quedó consternado por la decisión de Spencer y declaró que preferiría no haber recibido ningún título antes que una mera baronía. Sin embargo, le alegró la atención que le prestaron los ciudadanos de Nápoles, el prestigio que le concedió la élite del reino y las comodidades que recibió en la residencia de los Hamilton. Realizaba frecuentes visitas para asistir a funciones en su honor o para recorrer atracciones cercanas con Emma, de quien ya se había enamorado profundamente, casi constantemente a su lado.
Llegaron órdenes del Almirantazgo para bloquear a las fuerzas francesas en Alejandría y Malta, una tarea que Nelson delegó a sus capitanes, Samuel Hood y Alexander Ball. A pesar de disfrutar de su estilo de vida en Nápoles, Nelson comenzó a pensar en regresar a Inglaterra, pero el rey Fernando IV de Nápoles, después de un largo período de presión por parte de su esposa María Carolina de Austria y Sir William Hamilton, finalmente accedió a declarar la guerra a Francia.
El ejército napolitano, dirigido por el general austríaco Mack y apoyado por la flota de Nelson, retomó Roma de los franceses a finales de noviembre, pero los franceses se reagruparon fuera de la ciudad y, tras ser reforzados, derrotaron a los napolitanos. En desorden, el ejército napolitano huyó a Nápoles, seguido de cerca por los franceses que lo perseguían. Nelson organizó apresuradamente la evacuación de la familia real, varios nobles y ciudadanos británicos, incluidos los Hamilton. La evacuación comenzó el 23 de diciembre y atravesó fuertes vendavales antes de llegar a la seguridad de Palermo el 26 de diciembre.
Con la partida de la familia real, Nápoles cayó en la anarquía y la noticia llegó a Palermo en enero de que los franceses habían entrado en la ciudad bajo el mando del general Championnet y habían proclamado la República Partenopea. Nelson fue ascendido a contralmirante de la Roja el 14 de febrero de 1799, y estuvo ocupado durante varios meses en el bloqueo de Nápoles, mientras una fuerza contrarrevolucionaria popular bajo el cardenal Ruffo conocida como los sanfedisti marchaba para retomar la ciudad. A finales de junio, el ejército de Ruffo entró en Nápoles, lo que obligó a los franceses y sus partidarios a retirarse a las fortificaciones de la ciudad cuando estallaron disturbios y saqueos entre las indisciplinadas tropas napolitanas.
Consternado por el derramamiento de sangre, Ruffo acordó una capitulación con las fuerzas jacobinas que les permitió un salvoconducto a Francia. Nelson llegó a Nápoles el 24 de junio para comprobar la entrada en vigor del tratado. Su papel posterior sigue siendo controvertido. Nelson, a bordo del Foudroyant, estaba indignado y, respaldado por el rey Fernando, insistió en que los rebeldes debían rendirse incondicionalmente. Ellos se negaron, Nelson parece haber cedido y marcharon hacia los transportes que esperaban. Nelson luego hizo que se incautaran los transportes.
Tomó a los que se habían rendido bajo el tratado bajo guardia armada, así como al exalmirante Francesco Caracciolo, que había comandado la armada napolitana bajo el rey Fernando pero había cambiado de bando durante el breve gobierno jacobino. Nelson ordenó su juicio por consejo de guerra y rechazó la solicitud de Caracciolo de que lo llevaran a cabo oficiales británicos. Tampoco se le permitió a Caracciolo citar testigos en su defensa. El exalmirante fue juzgado por oficiales napolitanos realistas y condenado a muerte. Pidió ser fusilado en lugar de ahorcado, pero Nelson, siguiendo los deseos de la reina María Carolina (una amiga cercana de su amante, Lady Hamilton) también rechazó esta solicitud e incluso ignoró la solicitud de la corte de permitir 24 horas para que Caracciolo se preparara. Caracciolo fue ahorcado a bordo de la fragata napolitana Minerva a las 5 de la misma tarde.
Nelson mantuvo a la mayor parte de los jacobinos en los transportes y ahora comenzó a entregar a cientos para ser juzgados y ejecutados, negándose a intervenir a pesar de las súplicas de clemencia de los Hamilton y la reina de Nápoles. Cuando finalmente se permitió que los transportes llevaran a los jacobinos a Francia, menos de un tercio seguía con vida. El 13 de agosto de 1799, como recompensa por su apoyo a la monarquía, el rey Fernando otorgó a Nelson el título recién creado de duque de Bronte en la nobleza del reino de Sicilia, como propiedad perpetua, junto con la propiedad de la antigua abadía benedictina de Santa Maria di Maniace, situada entre las comunas de Bronte y Maniace, lugar posteriormente conocido como el ducado de Nelson, que transformó en el Castello di Nelson.
En 1799, Nelson se opuso al maltrato de los esclavos retenidos en las galeras portuguesas frente a Palermo e intervino para asegurar su liberación. Pidió al comandante portugués Marquiz de Niza, «como amigo, como almirante inglés, como un favor para mí, como un favor para mi país, que me entregue los esclavos». El marqués accedió a la inusual petición, permitiendo que veinticuatro esclavos fueran llevados al HMS Bonne Citoyenne. Las bendiciones dedicadas a su salvador inglés sonaron a través del puerto, mientras sus nombres se añadían al ya abarrotado libro de visitas de la balandra.

### Sitio de Malta

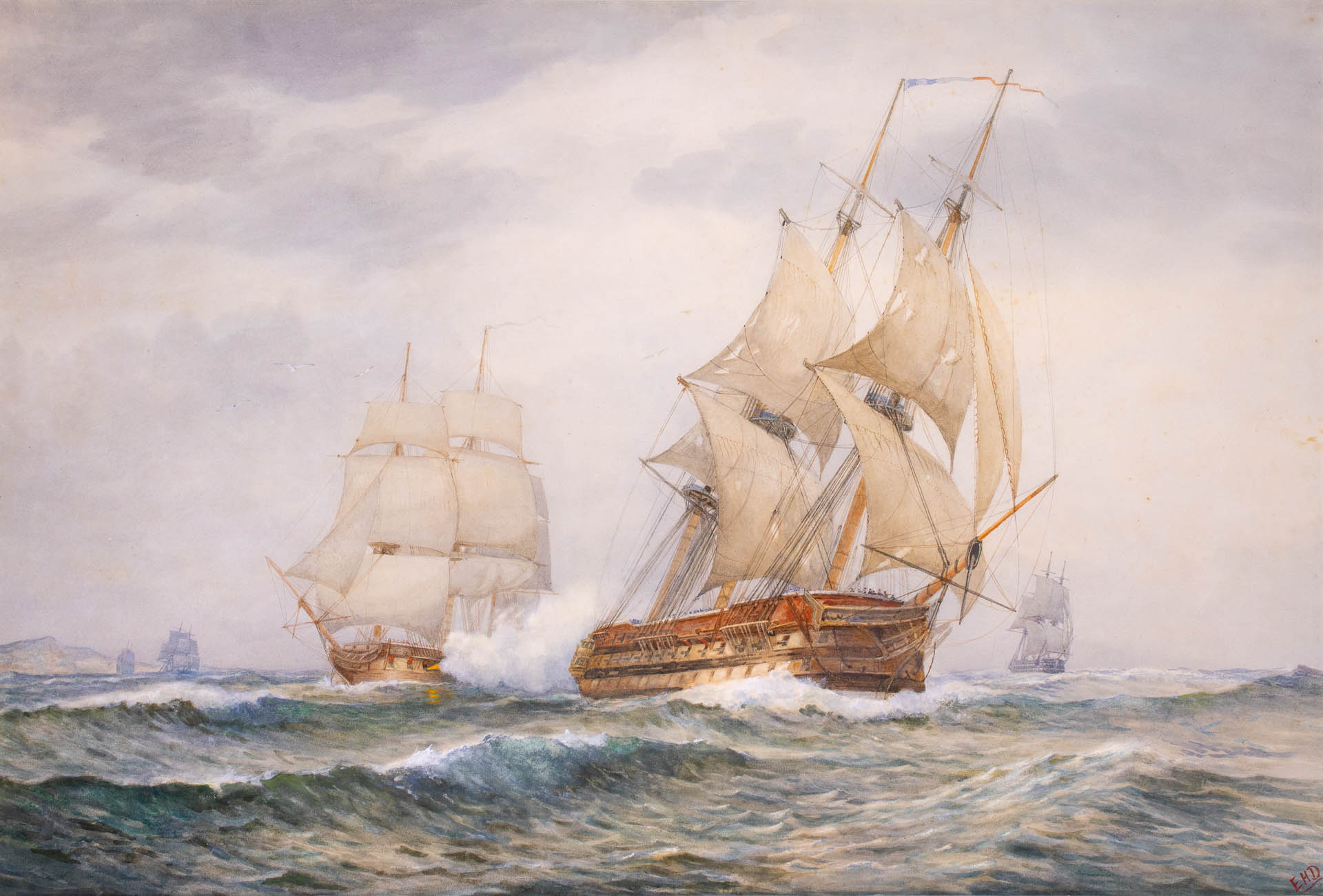
Batalla del Convoy de Malta.

Nelson regresó a Palermo en agosto y en septiembre se convirtió en el oficial superior en el Mediterráneo después de que el sucesor de Jervis, Lord George Elphinstone, I vizconde de Keith, partiera para perseguir a las flotas francesa y española hacia el Atlántico. Nelson pasó la mayor parte de 1799 en la corte napolitana, pero se hizo a la mar nuevamente en febrero de 1800 después del regreso de Lord Keith. El 18 de febrero se avistó al navío de línea Généreux, un superviviente del Nilo, y Nelson lo persiguió, capturándolo tras una corta batalla y obteniendo la aprobación de Keith. Nelson y los Hamilton navegaron a bordo del Foudroyant desde Nápoles en un breve crucero alrededor de Malta en abril de 1800 y echaron anclas en Marsa Sirocco. Aquí Nelson y Emma vivieron juntos abiertamente y fueron hospedados por Thomas Troubridge y Thomas Graham. Es probable que durante este período fuera concebida la hija ilegítima de Horatio Nelson y Emma Hamilton, Horatia Nelson.
Nelson tenía una relación difícil con su oficial superior: se estaba ganando fama de insubordinado, habiéndose negado inicialmente a enviar barcos cuando Keith los solicitó y, en ocasiones, regresando a Palermo sin órdenes, alegando problemas de salud. Los informes de Keith y los rumores de la estrecha relación de Nelson con Emma Hamilton también circulaban en Londres, y Earl Spencer escribió una carta en la que sugería que regresara a casa:

Será más probable que recupere su salud y fuerzas en Inglaterra que en cualquier situación de inactividad en un tribunal extranjero, por más agradables que sean el respeto y la gratitud que le han mostrado por sus servicios.

### Regreso a Inglaterra

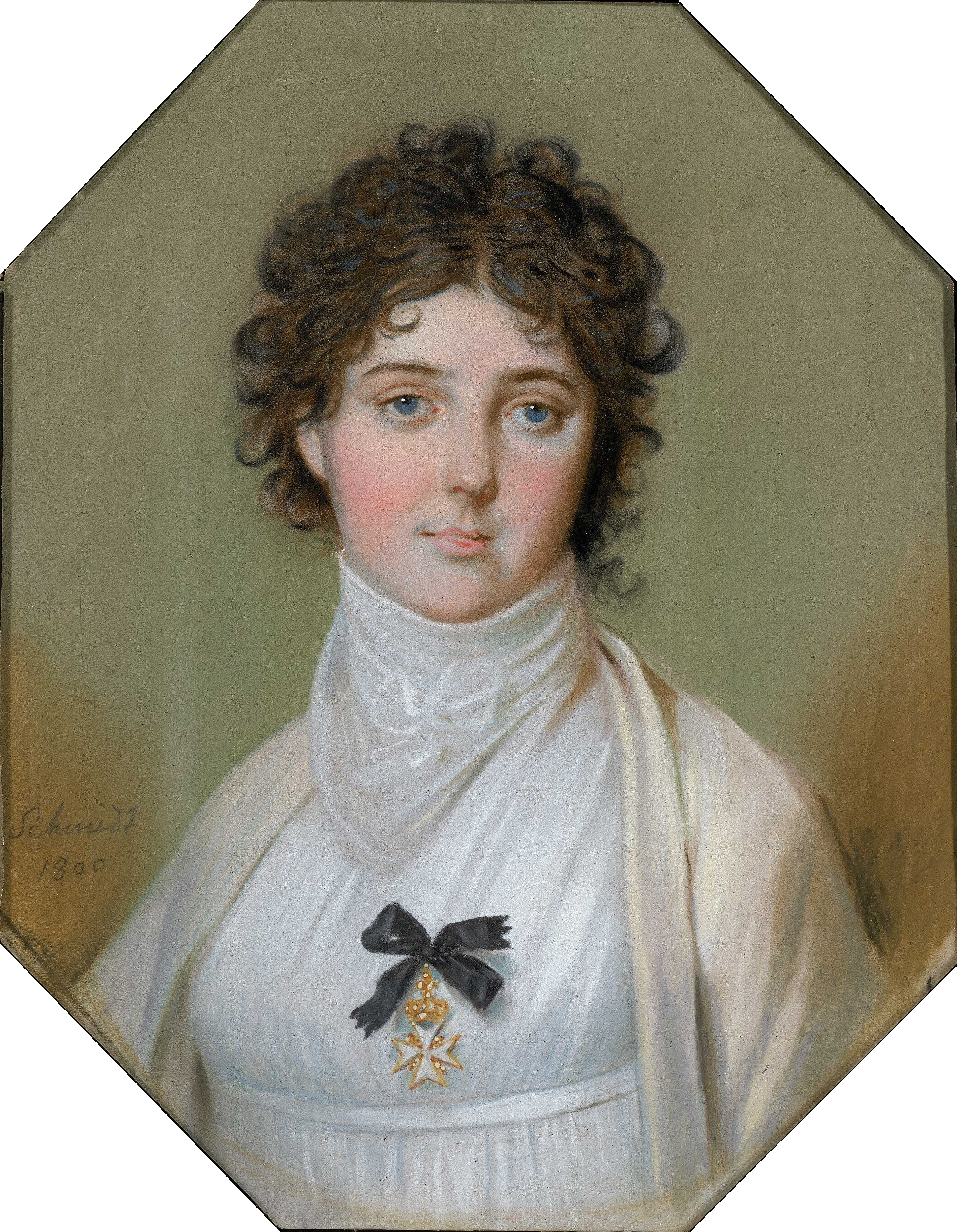
Emma Hamilton en un retrato de 1800 perteneciente a Nelson.

El regreso de Sir William Hamilton a Gran Bretaña fue un incentivo más para que Nelson regresara. En junio, Nelson partió de Malta y transportó a la reina de Nápoles y a su suite a Livorno. A su llegada, Nelson cambió su bandera a HMS Alexander, pero nuevamente desobedeció las órdenes de Keith al negarse a unirse a la flota principal. Keith fue en persona a Livorno para exigir una explicación y se negó a dejarse convencer por las súplicas de la reina de permitirle ser transportada en un barco británico. Ante las demandas de Keith, Nelson arrió su bandera a regañadientes y se inclinó ante la solicitud de Emma Hamilton de regresar a Inglaterra por tierra.
Nelson, los Hamilton y varios otros viajeros británicos partieron de Livorno hacia Florencia el 13 de julio. Hicieron paradas en Trieste y Viena, pasando tres semanas en esta última, donde fueron entretenidos por la nobleza local y escucharon la Missa in Angustiis de Haydn, que ahora lleva el nombre de Nelson. En septiembre estaban en Praga y más tarde hicieron escala en Dresde, Dessau y Hamburgo, desde donde tomaron un barco de carga a Great Yarmouth, llegando el 6 de noviembre. Nelson recibió una bienvenida de héroe y, después de jurar su cargo como hombre libre del municipio, recibió el aplauso de la multitud. Luego se dirigió a Londres, llegando el 9 de noviembre.
Asistió a la corte y fue invitado de honor en varios banquetes y bailes. Durante este período, Fanny Nelson y Emma Hamilton se conocieron por primera vez; Se informó que Nelson era frío y distante con su esposa y su atención hacia Emma se convirtió en tema de chismes. Con la ruptura del matrimonio, Nelson comenzó a odiar incluso estar en la misma habitación que Fanny. Los acontecimientos llegaron a un punto crítico en Navidad, cuando, según el abogado de Nelson, Fanny emitió un ultimátum sobre si debía elegirla a ella o a Emma. Nelson respondió: «Te amo sinceramente, pero no puedo olvidar mis obligaciones con Lady Hamilton ni hablar de ella de otra manera que con afecto y admiración». Los dos nunca volvieron a vivir juntos.

## Parker y el Báltico
Poco después de su llegada a Inglaterra, Nelson fue designado segundo al mando de la Flota del Canal bajo el mando de John Jervis. Fue ascendido a vicealmirante del Azul el 1 de enero de 1801 y viajó a Plymouth, donde el 22 de enero se le concedió la libertad de la ciudad. El 29 de enero de 1801, Emma dio a luz a su hija, Horatia. Nelson estaba encantado, pero posteriormente decepcionado cuando se le ordenó mover su bandera del HMS San Josef al HMS St George en preparación para una expedición planificada al Báltico.
Cansados de que los barcos británicos impusieran un bloqueo contra el comercio francés y pararan y registraran a sus mercantes, los gobiernos ruso, prusiano, danés y sueco habían formado una alianza para romper el bloqueo. Nelson se unió a la flota del almirante Sir Hyde Parker en Yarmouth, desde donde zarparon hacia la costa danesa en marzo. A su llegada, Parker se inclinó a bloquear Dinamarca y controlar la entrada al Báltico, pero Nelson instó a un ataque preventivo contra la flota danesa en el puerto de Copenhague. Convenció a Parker para que le permitiera realizar un asalto y recibió refuerzos significativos. El propio Parker esperaría en el Kattegat, cubriendo la flota de Nelson en caso de la llegada de las flotas sueca o rusa.

### Batalla naval de Copenhague
En la mañana del 2 de abril de 1801, Nelson comenzó a avanzar hacia el puerto de Copenhague. La batalla comenzó mal para los británicos, con el HMS Agamemnon, HMS Bellona y HMS Russell encallados, y el resto de la flota se encontró con un fuego más intenso de las baterías costeras danesas de lo que se había anticipado. Parker envió la señal para que Nelson se retirara, razonando:

Haré la señal de retirada por el bien de Nelson. Si está en condiciones de continuar la acción, la ignorará; si no es así, será una excusa para su retirada y ninguna culpa se le podrá atribuir.

Nelson, que dirigía la acción a bordo del HMS Elephant, fue informado de la señal por el teniente de señales, Frederick Langford, pero respondió enojado: «Te dije que vigilaras al comodoro danés y me avises cuando se rindió. Mantén tus ojos fijos en él». Luego se volvió hacia su capitán de bandera, Thomas Foley, y le dijo: «Sabes, Foley, solo tengo un ojo. A veces tengo derecho a ser ciego». Se llevó el telescopio a su ojo ciego y dijo «De verdad que no veo la señal».
La batalla duró tres horas, dejando a las flotas danesa y británica gravemente dañadas. Finalmente, Nelson envió una carta al comandante danés, el príncipe heredero Federico pidiéndole una tregua, que el príncipe aceptó. Parker aprobó las acciones de Nelson en retrospectiva, y Nelson tuvo el honor de ir a Copenhague al día siguiente para iniciar negociaciones formales. En un banquete esa noche, le dijo al Príncipe Federico que la batalla había sido la más severa en la que había estado. El resultado de la batalla y varias semanas de negociaciones subsiguientes fue un armisticio de 14 semanas. y tras la retirada de Parker en mayo, Nelson se convirtió en comandante en jefe en el mar Báltico.
Como recompensa por la victoria, fue creado Vizconde Nelson del Nilo y de Burnham Thorpe en el condado de Norfolk, el 19 de mayo de 1801. Además, el 4 de agosto de 1801, fue nombrado barón Nelson del Nilo y de Hilborough en el condado de Norfolk, esta vez con un resto especial para su padre y hermanas. Nelson había navegado a la base naval rusa en Reval (actual Tallín) en mayo, y allí se enteró de que el pacto de neutralidad armada iba a disolverse. Satisfecho con el resultado de la expedición, regresó a Inglaterra, llegando el 1 de julio.

### Deja Inglaterra 1801-1803
En Francia, Napoleón estaba acumulando fuerzas para invadir Gran Bretaña. Después de un breve período en Londres, donde volvió a visitar a los Hamilton, Nelson fue puesto a cargo de defender el Canal de la Mancha para evitar la invasión. Pasó el verano reconociendo la costa francesa, pero aparte de un ataque fallido en Boulogne en agosto, vio poca acción. El 22 de octubre de 1801 se firmó la Paz de Amiens entre británicos y franceses, y Nelson, con mala salud de nuevo, se retiró a Gran Bretaña, donde se quedó con Sir William y Lady Hamilton. El 30 de octubre, Nelson habló en apoyo del gobierno de Addington en la Cámara de los Lores, y luego realizó visitas regulares para asistir a las sesiones. Los tres se embarcaron en una gira por Inglaterra y Gales, visitando Birmingham, Warwick, Gloucester, Swansea, Monmouth y muchas otras ciudades y pueblos. Nelson fue recibido a menudo como un héroe y fue el centro de las celebraciones y eventos realizados en su honor. En 1802, Nelson compró Merton Place, una finca en Merton, Surrey (ahora suroeste de Londres) donde vivió brevemente con los Hamilton hasta la muerte de William en abril de 1803. Al mes siguiente, la guerra estalló nuevamente y Nelson se preparó para regresar al mar.

### Testigo en el juicio por traición de Edward Despard
En enero de 1803, Nelson apareció como testigo de carácter en el juicio por traición de un excompañero de armas, el coronel Edward Despard. Despard, que se había movido en círculos radicales en Londres - miembro tanto de la London Corresponding Society como de los United Irishmen - era el presunto cabecilla de la conspiración para asesinar al rey y apoderarse de la Torre de Londres, el llamado Despard Plot. En la corte, Nelson recordó su servicio con Despard en el Caribe durante la Guerra de los Estados Unidos: "Fuimos juntos al Main español; dormimos juntos muchas noches en el suelo con nuestras ropas; hemos medido juntos la altura de los muros enemigos. ese período de tiempo ningún hombre podría haber mostrado un apego más celoso a su Soberano y su País ". Sin embargo, bajo interrogatorio, Nelson tuvo que admitir haber "perdido de vista a Despard durante los últimos veinte años". 
Nelson dirigió una nueva petición de clemencia al primer ministro, Henry Addington, quien más tarde le diría que "él y su familia se habían sentado después de la cena, llorando por la carta". Tras la ejecución de Despard en febrero, se dice que Lady Nelson tomó bajo su "protección" a la esposa jamaicana del coronel, Catherine Despard.

### Vuelta al mar, 1803

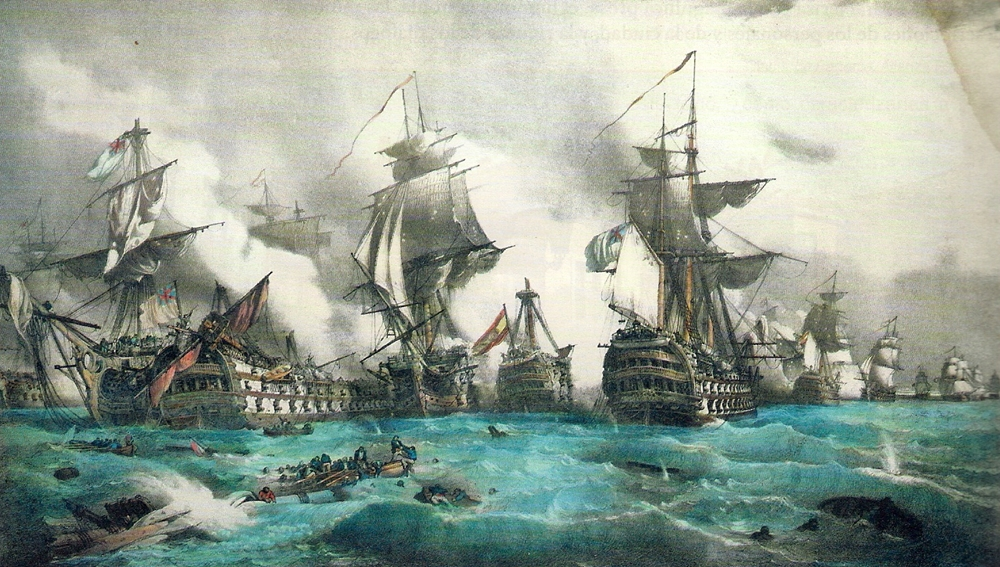
Cuadro sobre la batalla de Trafalgar de Juan Vallejo. Batalla de las guerras Napoleónicas donde se enfrentó la escuadra hispano-francesa contra la británica y que acabó en desastre con la derrota de la flota combinada.

Nelson fue nombrado comandante en jefe de la Flota del Mediterráneo y recibió el HMS Victory de primera categoría como su buque insignia. Se unió a ella en Portsmouth, donde recibió órdenes de navegar a Malta y tomar el mando de un escuadrón allí antes de unirse al bloqueo de Toulon. Nelson llegó a Toulon en julio de 1803 y pasó el siguiente año y medio haciendo cumplir el bloqueo. Fue ascendido a vicealmirante de la Blanca mientras aún estaba en el mar, el 23 de abril de 1804. En enero de 1805 la flota francesa, al mando del almirante Pierre-Charles Villeneuve, escapó de Toulon y eludió al bloqueo británico. Nelson partió en su persecución, pero después de buscar en el Mediterráneo oriental se enteró de que los franceses habían sido devueltos a Toulon. Villeneuve logró escapar por segunda vez en abril, y esta vez logró pasar por el Estrecho de Gibraltar y hacia el Atlántico, con destino a las Indias Occidentales.
Nelson lo persiguió, pero después de llegar al Caribe, pasó junio en una búsqueda infructuosa de la flota. Villeneuve había recorrido brevemente las islas antes de regresar a Europa, en contravención de las órdenes de Napoleón. La flota francesa que regresaba fue interceptada por una flota británica al mando de Sir Robert Calder y participó en la Batalla del Cabo Finisterre, pero logró llegar a Ferrol con solo pérdidas menores.  Nelson regresó a Gibraltar a finales de julio y viajó desde allí a Inglaterra, consternado por su fracaso en llevar a los franceses a la batalla y esperando ser censurado. Para su sorpresa, la multitud que se había reunido para ver su llegada lo recibió con entusiasmo, mientras que altos funcionarios británicos lo felicitaron por mantener la persecución y le atribuyeron el mérito de haber salvado las Indias Occidentales de una invasión francesa. Nelson permaneció brevemente en Londres, donde fue ovacionado dondequiera que fuera, antes de visitar Merton para ver a Emma, que llegó a fines de agosto. Entretuvo a varios de sus amigos y parientes allí durante el mes siguiente, y comenzó los planes para un gran enfrentamiento con la flota enemiga, uno que sorprendería a sus enemigos forzándolos a una batalla atropellada.
El capitán Henry Blackwood llegó a Merton a principios del 2 de septiembre, trayendo noticias de que las flotas francesa y española se habían combinado y estaban ancladas en Cádiz. Nelson se apresuró a ir a Londres, donde se reunió con los ministros del gabinete y se le dio el mando de la flota que bloqueaba Cádiz. Fue mientras asistía a una de estas reuniones el 12 de septiembre, con Lord Castlereagh, el Secretario de Estado para la Guerra y las Colonias, que Nelson y el Mayor General Arthur Wellesley, el futuro Duque de Wellington, se reunieron brevemente en una sala de espera. Wellington estaba esperando que le informaran sobre sus operaciones en India y Nelson sobre su persecución y planes futuros. Wellington recordó más tarde: "Él (Nelson) entró de inmediato en una conversación conmigo, si puedo llamarlo conversación, porque casi todo estaba de su lado y todo sobre él y, en realidad, un estilo tan vanidoso y tan tonto como me sorprendió y casi me disgustó ". Sin embargo, después de unos minutos, Nelson salió de la habitación y, al saber quién era su compañero, regresó y entabló una conversación sería e inteligente con el joven Wellesley que duró un cuarto de hora. , sobre la guerra, el estado de las colonias y la situación geopolítica, que dejó una marcada impresión en Wellesley. Este fue el único encuentro entre los dos hombres.
Nelson regresó brevemente a Merton para poner sus asuntos en orden y despedirse de Emma, antes de viajar de regreso a Londres y luego a Portsmouth, llegando allí temprano en la mañana del 14 de septiembre. Desayunó en el George Inn con sus amigos George Rose, vicepresidente de la Junta de Comercio, y George Canning, tesorero de la Marina. Durante el desayuno se corrió la voz de la presencia de Nelson en la posada y se reunió una gran multitud de simpatizantes. Acompañaron a Nelson a su barcaza y lo animaron, lo que Nelson reconoció levantándose el sombrero. Se registró que Nelson se volvió hacia su colega y le dijo: "Antes tenía sus huzzas: ahora tengo sus corazones". Robert Southey informó sobre los espectadores del camino de Nelson hacia el muelle: "Muchos estaban llorando y muchos se arrodillaron ante él y lo bendijeron al pasar ". 
El Victory se unió a la flota británica frente a Cádiz el 27 de septiembre, y Nelson reemplazó al contralmirante Collingwood. Pasó las siguientes semanas preparando y refinando sus tácticas para la batalla anticipada y cenando con sus capitanes para asegurarse de que entendieran sus intenciones. Nelson había ideado un plan de ataque que anticipó que la flota aliada se formaría en una línea de batalla tradicional. Sobre la base de su propia experiencia del Nilo y Copenhague, y los ejemplos de Duncan en Camperdown y Rodney en Saintes, Nelson decidió dividir su flota en escuadrones en lugar de formar una línea similar paralela al enemigo. Estos escuadrones cortarían la línea enemiga en varios lugares, permitiendo que se desarrollará una batalla atropellada en la que los barcos británicos podrían abrumar y destruir partes de la formación de sus oponentes, antes de que los barcos enemigos no comprometidos pudieran acudir en su ayuda.

## Batalla de Trafalgar, 1805

### Preparación

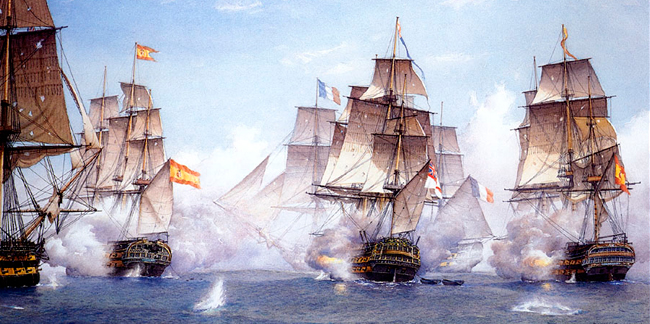
Cuadro de la Batalla de Trafalgar, donde Nelson tuvo un papel principal

La flota combinada francesa y española bajo el mando de Villeneuve contaba con 33 barcos de línea. Napoleón Bonaparte tenía la intención de que Villeneuve navegara por el Canal de la Mancha y cubriera la planeada invasión de Gran Bretaña, pero la entrada de Austria y Rusia en la guerra obligó a Napoleón a suspender la planeada invasión y transferir tropas a Alemania. Villeneuve se había mostrado reacio a arriesgarse a un enfrentamiento con los británicos, y esta renuencia llevó a Napoleón a ordenar al vicealmirante François Rosily que fuera a Cádiz y tomara el mando de la flota, navegara por el Mediterráneo para desembarcar tropas en Nápoles, antes de hacer puerto en Toulon. Villeneuve decidió zarpar con la flota antes de que llegara su sucesor. El 20 de octubre de 1805, se avistó a la flota saliendo del puerto patrullando fragatas británicas, y se informó a Nelson que parecían dirigirse hacia el oeste.
A las cuatro de la mañana del 21 de octubre, Nelson ordenó al Victory que girara hacia la flota enemiga que se acercaba y señaló al resto de su fuerza que se dirigiera a los puestos de batalla. Luego bajó e hizo su testamento, antes de regresar al alcázar para realizar una inspección. A pesar de tener 27 barcos frente a los 33 de Villeneuve, Nelson confiaba en el éxito y declaró que no se conformaría con llevarse menos de 20 premios. Regresó brevemente a su camarote para escribir una oración final, después de lo cual se unió al teniente de señal de Victory, John Pasco.
Señor Pasco, quiero decirle a la flota "Inglaterra confía en que cada hombre cumplirá con su deber". Debe ser rápido, porque tengo una señal más que hacer, que es para una acción cercana. 
Pasco sugirió cambiar las confidencias por expectativas que, al estar en el Libro de señales, podrían indicarse mediante el uso de un solo código (usando tres banderas), mientras que las confidencias tendrían que ser escritas letra por letra. Nelson estuvo de acuerdo y se izó la señal.
Cuando las flotas convergieron, el capitán de Victory, Thomas Hardy, sugirió que Nelson se quitara las decoraciones de su abrigo, para que los francotiradores enemigos no lo identificaran tan fácilmente. Nelson respondió que era demasiado tarde "para cambiarse de abrigo", y agregó que eran "órdenes militares y no temía mostrárselas al enemigo". El capitán Henry Blackwood, de la fragata HMS Euryalus, sugirió que Nelson subiera a su barco para observar mejor la batalla. Nelson se negó y también rechazó la sugerencia de Hardy de dejar que el HMS Temeraire de Eliab Harvey se adelantara a Victory y liderara la línea en la batalla.

### Comienza la batalla
El Victory entró en combate, inicialmente pasando de largo, pero luego con mayor precisión a medida que disminuían las distancias. Una bala de cañón golpeó y mató al secretario de Nelson, John Scott, casi partiéndolo en dos. El secretario de Hardy se hizo cargo, pero él también murió casi de inmediato. La rueda del timón del Victory salió disparado y otra bala de cañón derribó a ocho marines. Hardy, de pie junto a Nelson en el alcázar, tenía la hebilla de su zapato destrozada por una astilla. Nelson observó: "Este es un trabajo demasiado cálido para durar mucho". El Victory ya había llegado a la línea enemiga, y Hardy le preguntó a Nelson qué barco atacar primero. Nelson le dijo que eligiera, y Hardy movió al Victory por la popa del Bucentaure, el buque insignia francés de 80 cañones. El Victory luego fue atacado por el Redoutable de 74 cañones, que se encontraba en la popa de Bucentaure, y el Santísima Trinidad de 130 cañones. Mientras los francotiradores de los barcos enemigos disparaban contra la cubierta del Victory desde sus aparejos, Nelson y Hardy continuaron caminando, dirigiendo y dando órdenes.

### Herido y muerto

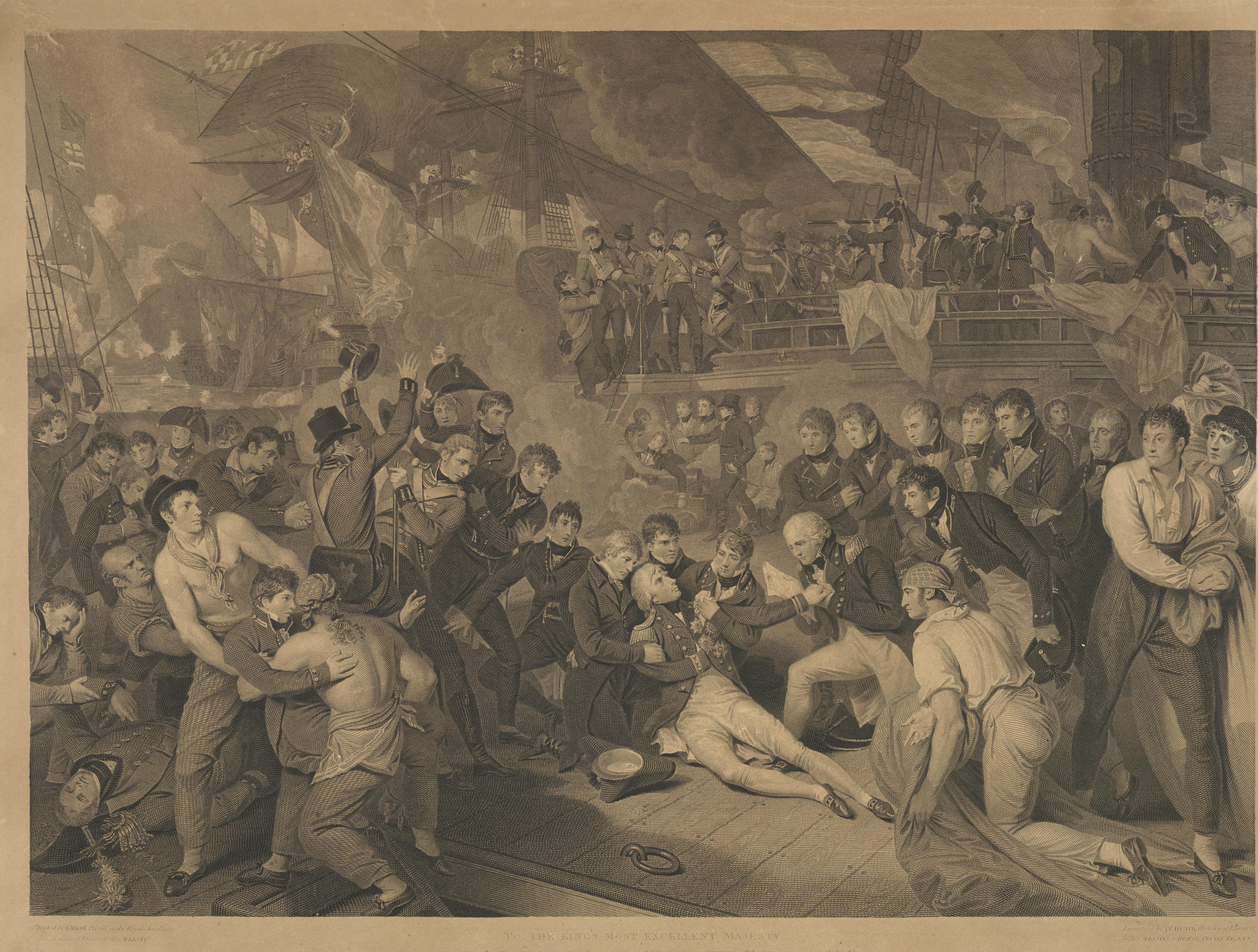
Muerte de Nelson en la Victoria en Trafalgar. Grabado punteado y lineal sobre papel de James Heath según un cuadro de Benjamin West. Galería Nacional de Retratos de Escocia

Poco después de la 1:00, Hardy se dio cuenta de que Nelson no estaba a su lado. Se volvió para ver a Nelson arrodillado en la cubierta, apoyándose con la mano, antes de caer de costado. Hardy corrió hacia él, momento en el que Nelson sonrió:

Hardy, creo que por fin lo han logrado ... mi columna vertebral está rota.

Había sido alcanzado por un tirador de Redoutable, disparando a una distancia de 50 pies (15 m). La bala había entrado en su hombro izquierdo, atravesó su columna vertebral en la sexta y séptima vértebras torácicas y se alojó dos pulgadas (5 cm) por debajo de su omóplato derecho en los músculos de la espalda. Nelson fue llevado abajo por el sargento mayor de infantería de marina Robert Adair y dos marineros. Mientras lo bajaban, les pidió que hicieran una pausa mientras daba algunos consejos a un guardiamarina sobre el manejo de la caña del timón. Luego se cubrió la cara con un pañuelo para evitar causar alarma entre la tripulación. Fue llevado al cirujano William Beatty, diciéndole que:

No puedes hacer nada por mí. Me queda poco tiempo de vida. Mi espalda está rota.

A Nelson lo acomodaron, lo avivaron y le trajeron limonada y vino aguado para beber después de que se quejó de sentir calor y sed. Varias veces pidió ver a Hardy, que estaba en cubierta supervisando la batalla, y le pidió a Beatty que se lo recordara a Emma, su hija y sus amigos.
Hardy bajó a cubierta para ver a Nelson poco después de las dos y media, y le informó que varios barcos enemigos se habían rendido. Nelson le dijo que seguramente iba a morir y le rogó que le pasara sus posesiones a Emma. Con Nelson en este punto estaban el capellán Alexander Scott, el sobrecargo Walter Burke, el mayordomo de Nelson, Chevalier y Beatty. Nelson, temiendo que se desatara un vendaval, ordenó a Hardy que se asegurara de anclar. Después de recordarle que "cuidara a la pobre Lady Hamilton", Nelson dijo: "Bésame, Hardy". Beatty registró que Hardy se arrodilló y besó a Nelson en la mejilla. Luego se puso de pie por un minuto o dos antes de besarlo en la frente. Nelson preguntó: "¿Quién es ese?", Y al escuchar que era Hardy, respondió "Dios te bendiga, Hardy". Ya muy débil, Nelson continuó murmurando instrucciones a Burke y Scott, "fan, fan ... frotar, frotar ... beber, beber". Beatty escuchó a Nelson murmurar: "Gracias a Dios he cumplido con mi deber", y cuando regresó, la voz de Nelson se había desvanecido y su pulso era muy débil. Miró hacia arriba mientras Beatty le tomaba el pulso y luego cerraba los ojos. Scott, que permaneció junto a Nelson cuando murió, registró sus últimas palabras como "Dios y mi país". Nelson murió a las cuatro y media, tres horas después de que le dispararan.

### Vuelta a Inglaterra
El cuerpo de Nelson fue colocado en un barril de brandy mezclado con alcanfor y mirra, que luego fue amarrado al palo mayor del Victory y puesto bajo vigilancia. Victory fue remolcado a Gibraltar después de la batalla y, a su llegada, el cuerpo fue trasladado a un ataúd revestido de plomo lleno de aguardiente de vino. Los despachos de Collingwood sobre la batalla se llevaron a Inglaterra a bordo del HMS Pickle, y cuando la noticia llegó a Londres, se envió un mensajero a Merton Place para llevar la noticia de la muerte de Nelson a Emma Hamilton. Más tarde recordó:

Me han avisado, señor Whitby del Almirantazgo. "Muéstralo directamente", dije. Entró, y con semblante pálido y voz débil, dijo: "Hemos obtenido una gran victoria". - "No importa tu victoria", dije. "Mis cartas, dame mis cartas" - el capitán Whitby no pudo hablar - lágrimas en sus ojos y una palidez mortal en su rostro me hicieron comprenderlo. Creo que solté un grito y retrocedí, y durante diez horas no pude hablar ni derramar una lágrima.

El rey Jorge III, al recibir la noticia, supuestamente dijo entre lágrimas: "Hemos perdido más de lo que hemos ganado".  El Times informó:

No sabemos si debemos lamentarnos o regocijarnos. El país ha obtenido la victoria más espléndida y decisiva que jamás haya aparecido en los anales navales de Inglaterra; pero se ha comprado caro.

## Funeral
El cuerpo de Nelson fue trasladado del Victory al Nore. Fue transportado río arriba en el yate Chatham del comandante Grey a Greenwich y colocado en un ataúd de plomo, y otro de madera, hecho del mástil de L'Orient que había sido rescatado después de la Batalla del Nilo. Permaneció en estado en el Painted Hall en Greenwich durante tres días, antes de ser llevado río arriba a bordo de una barcaza, acompañado por Samuel lord Hood, el principal doliente Sir Peter Parker y el Príncipe de Gales. El Príncipe de Gales anunció en un principio su intención de asistir al funeral como principal doliente, pero más tarde asistió a título privado con sus hermanos cuando su padre Jorge III le recordó que estaba en contra del protocolo que el heredero al trono asistiera a los funerales de cualquiera, excepto los miembros de la familia real.  El ataúd fue llevado al Almirantazgo por la noche, asistido por el capellán de Nelson, Alexander Scott. Al día siguiente, 9 de enero, una procesión fúnebre compuesta por 32 almirantes, más de un centenar de capitanes y una escolta de 10 000 soldados llevó el ataúd desde el Almirantazgo hasta la Catedral de San Pablo . Después de un servicio de cuatro horas, fue enterrado en la cripta dentro de un sarcófago originalmente tallado para el cardenal Wolsey; el sarcófago y su base se habían tomado previamente para la tumba de Enrique VIII que nunca se completó. Los marineros encargados de doblar la bandera que cubría el ataúd de Nelson y colocarlo en la tumba, en lugar de eso, lo rompieron en pedazos, y cada uno se llevó una pieza como recuerdo. Se comenta que sus marineros se bebieron el licor en el cual lo embalsamaron.

## Legado
La influencia de Nelson continuó mucho después de su muerte y vio avivamientos periódicos de interés, especialmente durante tiempos de crisis en Gran Bretaña. En la década de 1860, el poeta laureado Alfred Tennyson apeló a la imagen y la tradición de Nelson para oponerse a los recortes de defensa que estaba haciendo el primer ministro William Ewart Gladstone. El Primer Lord del Mar Jackie Fisher fue un agudo exponente de Nelson durante los primeros años del siglo XX, y a menudo enfatizó su legado durante su período de reforma naval. [260] Winston Churchill también encontró a Nelson como una fuente de inspiración durante la Segunda Guerra Mundial. Nelson se ha representado con frecuencia en el arte y la literatura; apareció en pinturas de Benjamin West y Arthur William Devis, y en libros y biografías de John McArthur, James Stanier Clarke y Robert Southey. Nelson también es celebrado y conmemorado en numerosas canciones, escritas tanto durante su vida como después de su muerte. La victoria de Nelson en la batalla del Nilo se conmemora en "La batalla del Nilo: una canción patriótica favorita". "La tumba de Nelson: una canción favorita" de Thomas Attwood conmemora la muerte de Nelson en la batalla de Trafalgar. 
Se construyeron varios monumentos y memoriales en todo el país y en el extranjero para honrar su memoria y sus logros. El monumento de Dublín a Nelson, Nelson's Pillar, terminado en 1809, fue destruido por los republicanos irlandeses en 1966. En Montreal, se inició una estatua en 1808 y se completó en 1809. Otros siguieron en todo el mundo, con Trafalgar Square de Londres que se creó en su memoria en 1835 y la pieza central, Nelson's Column, terminada en 1843. En 1876 se inauguró una placa azul de la Royal Society of Arts para conmemorar a Nelson en el 147 de New Bond Street.